# Turismo in Serbia
Il turismo in Serbia è ufficialmente riconosciuto come area primaria per la crescita economica e sociale. Il settore alberghiero e della ristorazione ha rappresentato circa il 2,2% del PIL nel 2015. Il turismo in Serbia impiega circa 75 000 persone, circa il 3% della forza lavoro del paese. Negli ultimi anni è in aumento il numero dei turisti, soprattutto stranieri, con circa centomila arrivi in più ogni anno. Nel 2019 il turismo ha generato entrate di quasi 1,698 miliardi di dollari, ospitando 3,7 milioni di turisti, metà dei quali stranieri. I turisti cinesi erano i visitatori stranieri più numerosi, seguiti dai turisti provenienti da Bosnia ed Erzegovina, Bulgaria, Turchia e Germania. Le principali destinazioni per i turisti stranieri sono Belgrado, Novi Sad e Niš, mentre i turisti nazionali preferiscono le terme e le località di montagna. Anche il turismo ecologico e sostenibile è diventato molto popolare, con molti giovani che visitano varie riserve naturali e parchi nella parte occidentale e meridionale del paese. La Serbia è anche nota per il turismo gastronomico, sia nelle aree urbane che rurali del paese, con Belgrado che ospita oltre 1800 ristoranti, caffetterie, bar e locali notturni.

## Storia

### Origini
Le origini del turismo in Serbia sono da attribuire all'abbondanza di sorgenti termali e minerali, tanto che la storia del turismo serbo è talvolta equiparata alla storia delle terme serbe (la parola serba per terme, banja, è entrata a far parte di numerosi toponimi). Alcuni luoghi in particolare hanno avuto un impatto storico ed evolutivo maggiore poiché attorno ad essi sono stati scoperti resti di habitat preistorici. Un uso più ampio e pratico arrivò con la conquista romana nel I secolo d.C. I romani svilupparono anche altre attività pubbliche che hanno agito da antenate del turismo moderno, specialmente intorno a Singidunum, ovvero l'odierna Belgrado. Le zone collinari a est della città, lungo il fiume Danubio, fungevano da zona escursionistica, con numerose ville e case estive per i cittadini più abbienti. A Belgrado, nei moderni quartieri di Ada Huja e Karaburma, che erano fuori città in epoca romana, numerose sorgenti termali venivano utilizzate per i bagni pubblici.
In seguito, i Bizantini continuarono ad utilizzare le terme. Nella Serbia medievale prosperarono alcune terme. Sono state trovate testimonianze di sorgenti intorno a Čačak, la moderna Ovčar Banja, che descrivevano la costruzione di alte cupole "magnifiche", con una grande piscina, numerose piscine di raffreddamento più piccole (poiché l'acqua termale era troppo calda), ampi saloni e spogliatoi. Erano aperti sia alla nobiltà che alla gente comune. La Serbia ereditò anche importanti strade romane, come la via Militaris, che nel Medioevo si sviluppò nella Carigradski drum, con alcune rotte commerciali aggiuntive che si svilupparono nel tempo. Con numerosi mercanti e carovane che attraversavano il paese, iniziarono a svilupparsi servizi di accoglienza lungo le strade, quali grandi locande e postazioni con ampi cortili interni per la custodia degli animali e lo stoccaggio delle merci. Le locande avevano piani superiori e camere da letto, e alcune erano designate solo per i mercanti. L'imperatore Dušan stabilì un obbligo per i residenti delle zone rurali, chiamato priselica, in base al quale gli abitanti erano tenuti a ospitare dignitari nazionali e rappresentanti stranieri. I locandieri e gli albergatori erano tenuti a risarcire eventuali danni o carenze durante la permanenza delle carovane nelle loro strutture.
L'uso delle terme continuò dopo la conquista ottomana nel XV secolo. Gli ottomani aggiunsero la loro architettura tradizionale, che includeva bagni turchi, o hammam, e specifici ornamenti orientali. Dopo aver visitato Ovčar Banja nel 1664, il viaggiatore ottomano Evliya Çelebi scrisse che tra le 40 000 e le 50 000 persone visitavano la città durante la stagione estiva, ma descrisse anche le terme come sede di numerose fiere e come importante luogo di scambio. Alcuni degli hammam sono sopravvissuti fino ad oggi, come a Sokobanja, mentre molti sono ancora in uso. Le colline a est di Belgrado rimasero popolari siti escursionistici durante il periodo ottomano. I ceti alti costruirono numerose case estive, soprattutto sulla collina Ekmekluk, oggi conosciuta come Zvezdara.
Belgrado è oggi nota per il quartiere bohémien di Skadarlija, che era disseminato di kafana. Il primissimo kafana a Belgrado, un bistrot in stile orientale, fu aperto nel 1522 ed era probabilmente il locale più antico di quel tipo in Europa. Serviva solo caffè turco, ma in seguito venne introdotto anche il narghilè. Nonostante le frequenti guerre ottomano-asburgiche nel XVII e XVIII secolo e il cambio di governanti occupazionali nella Serbia settentrionale, il numero di kafanas rimaneva alto.
Poiché la Serbia era sulla principale rotta commerciale che collegava il Medio Oriente e l'Europa occidentale, i luoghi di ospitalità lungo le strade continuarono a svilupparsi. Quando Çelebi visitò Belgrado nel 1661, contò 21 khan e 6 caravanserragli. Il più grande era il caravanserraglio di Sokollu Mehmed Pascià, che aveva "160 camini", mentre alcuni di quelli più grandi avevano anche sezioni di harem.

### Primi sviluppi moderni

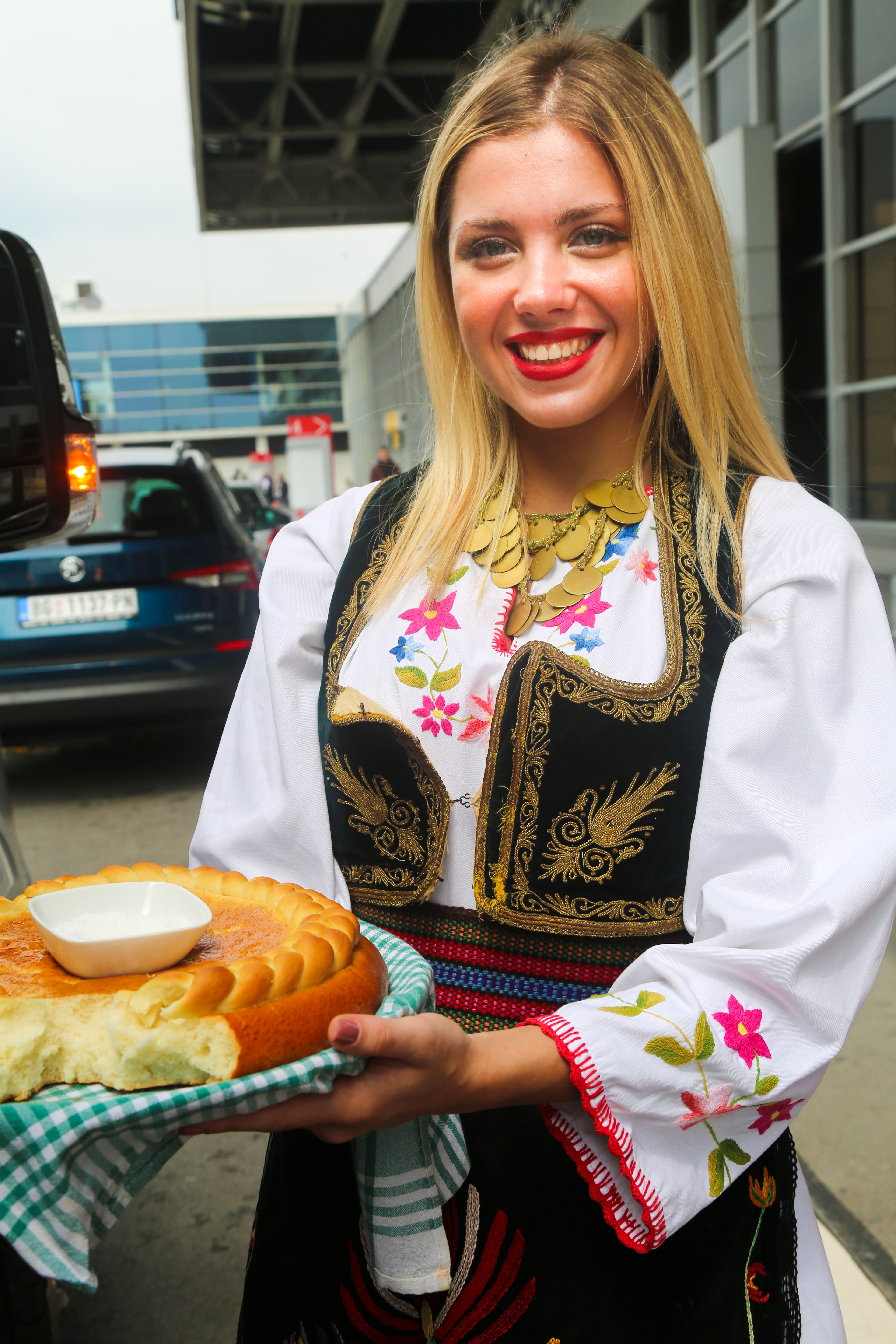
Accoglienza tradizionale con pane e sale

Le prime radici del turismo moderno in Serbia risalgono al XIX secolo. Il governo serbo, e personalmente i governanti, parteciparono attivamente allo sviluppo delle terme, assumendo geologi stranieri per ispezionare le acque termali e inviando medici ai nuovi centri termali. Col tempo, iniziarono ad arrivare alcuni visitatori stranieri, principalmente dall'Austria-Ungheria e dalla Grecia. Fino alla prima guerra mondiale, Banja Koviljača, Niška Banja e Vranjska Banja furono le terme più visitate, anche se Vrnjačka Banja, Sokobanja e Ribarska Banja sono considerate tra le più antiche.
I servizi di ospitalità nelle città nel tempo si diversificarono in numerose tipologie: bistrot, mehana, gostionica, han, saraj, lokal, krčma, bircuz, birtija, e successivamente restoran e hotel, ma fino alla metà del XIX secolo rimasero locali di tipo orientale. Nel 1847, il principe regnante Alexander Karađorđević codificò il lavoro degli addetti all'ospitalità. Il primo hotel a Belgrado, Kod Jelena, fu costruito nel 1843. In seguito noto come Staro Zdanje, ospitò la prima sala da ballo a Belgrado e introdusse lo stile di intrattenimento europeo. A Belgrado iniziò la costruzione di vari hotel moderni, tra cui Evropa (1867), Nacional (1868), Srpska Kruna (1869), Pariz (1870), London (1873), Slavija (1883), <i>Moskva</i> (1908) e <i>Bristol</i> (1912).
Sebbene lo sviluppo del turismo sia stato potenziato dalla fiorente classe media, molti non erano ancora in grado di viaggiare nello stato, quindi si svilupparono ulteriori aree di escursione intorno alle città. L'area principale divenne ora le colline meridionali di Belgrado. Il primo fu il Parco Topčider, la cui piantumazione iniziò negli anni '30 dell'800. Dopo la costruzione della stazione ferroviaria di Topčider nel 1884 e la successiva introduzione della linea del tram n. 3, divenne accessibile a tutti dal centro. La successiva fu la vicina foresta di Košutnjak, quando l'ex terreno di caccia reale del 1840 fu riadattato a parco pubblico nel 1903. A causa delle favorevoli condizioni climatiche, nella foresta fu costruito un sanatorio estivo per bambini. L'ex lago artificiale Kijevo fu creato nel 1901. Poiché anche Kijevo aveva una propria stazione ferroviaria, furono organizzati speciali treni turistici per il trasporto dei belgradesi.
Spinta vitale per lo sviluppo del turismo internazionale fu la costruzione della prima ferrovia nel 1884. In generale, lo sviluppo dei trasporti ha sempre aiutato la crescita del turismo, come nel 1892, quando fu inaugurato il trasporto pubblico a Belgrado, e dopo il 1903, quando fu costruito un moderno reticolo stradale all'arrivo delle prime automobili.
Questo rapido sviluppo all'inizio del XX secolo fu tuttavia interrotto dallo scoppio della prima guerra mondiale.

### Periodo interbellico

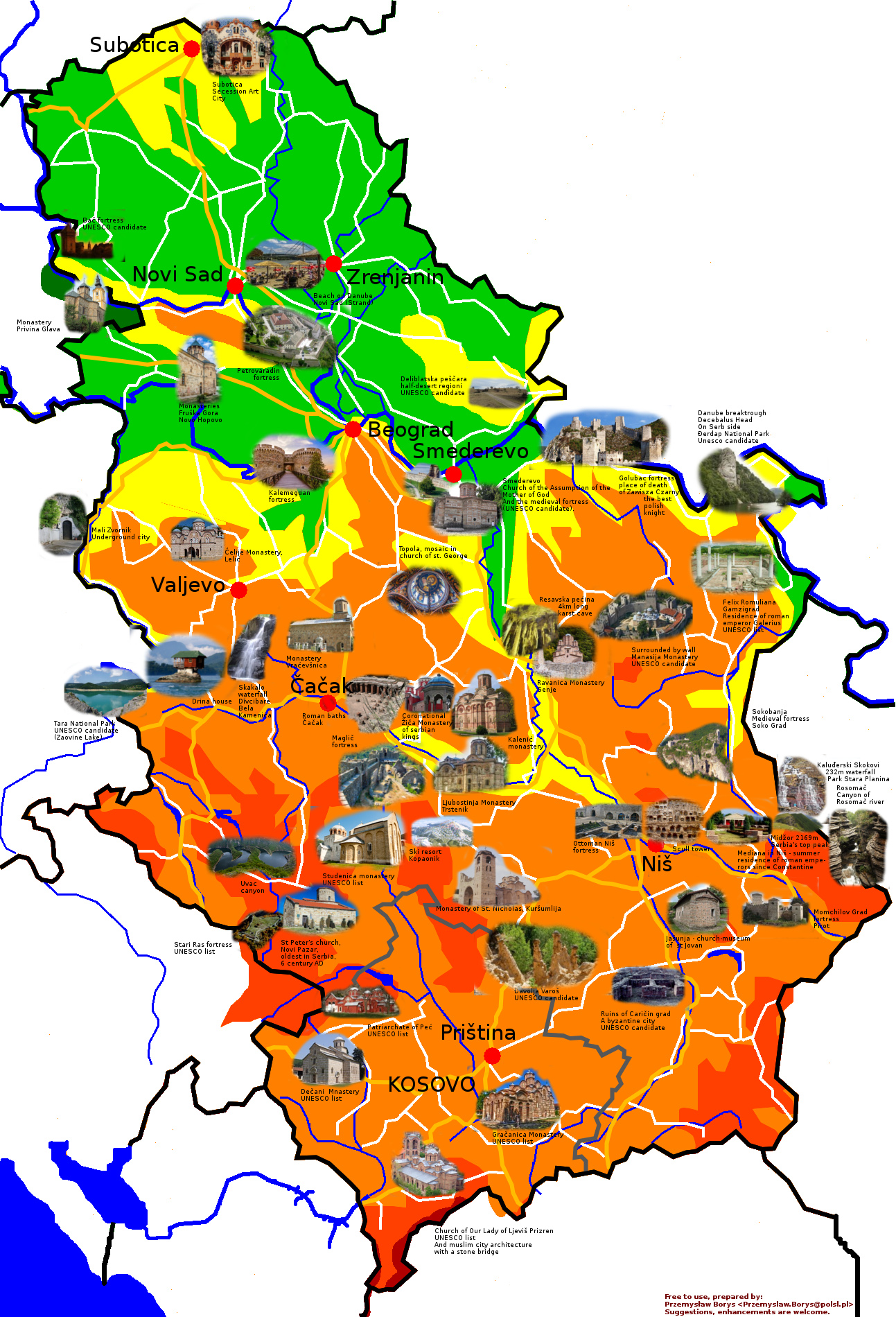
Una mappa con alcune delle attrazioni turistiche più note in Serbia

Nel 1918, la Serbia entrò a far parte del nuovo stato, in seguito chiamato Jugoslavia. In territorio serbo, le terme rimasero sostanzialmente gli unici centri turistici veri e propri fino a dopo la seconda guerra mondiale. Le ville della famiglia reale e di ricchi industriali e mercanti stimolarono la costruzione di palazzi e alberghi, formando centri urbani e piccole città. Visitare le terme divenne un'attività di prestigio e rimasero immensamente popolari. Nel 1937, Vrnjačka Banja aveva cinque volte più visitatori di Ragusa, sulla costa adriatica (nell'odierna Croazia), probabilmente la località più popolare dell'ex Jugoslavia. Nel 1922, ci furono oltre 2 milioni di pernottamenti solo nelle terme della banovina della Morava, che coprivano una porzione minore dell'attuale territorio serbo.
Nel 1920, Belgrado divenne una delle fermate sulla rotta permanente del famoso Orient Express. Sempre negli anni '20, il traffico turistico si sviluppò sui grandi fiumi, come il Danubio, il Sava e il Tibisco. L'ulteriore crescita del turismo fu fortemente influenzata dall'introduzione del traffico aereo. La compagnia di bandiera Aeroput fu fondata nel 1927, lo stesso anno in cui divenne operativo l'aeroporto internazionale Bežanija di Belgrado. La Jugoslavia realizzò presto una rete aeroportuale.
Belgrado fu dichiarata località turistica nel 1936. La costruzione della Fiera di Belgrado nel 1937, contribuì a trasformare la città in un punto di riferimento turistico internazionale e permise la rapida costruzione di numerosi hotel, altri luoghi di ospitalità e l'istituzione della scuola superiore dell'ospitalità. Questa fiera ospitò espositori provenienti da 17 paesi europei, americani e asiatici. Oltre 310.000 persone visitarono la mostra, più di quanti abitanti avesse Belgrado all'epoca. Questa fu seguita da numerose altre mostre, tra cui il primo salone dell'auto, il 1938 Belgrade Car Show. Nel 1939, in città fu organizzato il Gran Premio di Belgrado, precursore della moderna Formula 1.
Proprio come nel 1914, anche questo rapido sviluppo turistico fu interrotto dalla guerra.

### Periodo del dopoguerra
Il turismo riacquisì una maggiore rilevanza economica solo negli anni '70. Negli anni '80, la Jugoslavia era diventata un'importante destinazione turistica nei Balcani. I pernottamenti avevano una media di quasi 12 milioni all'anno, di cui circa 1,5 milioni provenivano da turisti stranieri. Gli eventi riguardanti la dissoluzione della Jugoslavia portarono a un sostanziale calo sia del turismo di piacere che di quello d'affari.
Le nuove autorità comuniste dopo la guerra resero le terme molto più accessibili. Spogliate dell'elitarismo borghese, le terme divennero centri di turismo sanitario e luoghi di villeggiatura per famiglie, con la costruzione di numerosi ritiri operai e sindacali.
Elencati qui di seguito i numeri dei turisti in Serbia dal 1948 al 1999. I visitatori dal resto della Jugoslavia (dal 1992 solo dal Montenegro) sono stati conteggiati come nazionali.
| Anno | Arrivi    | Domestici | Stranieri |
| ---- | --------- | --------- | --------- |
| 1948 | 480 000   | 463 200   | 16 800    |
| 1949 | 567 000   | 557 700   | 9 300     |
| 1950 | 754 000   | 747 200   | 6 800     |
| 1951 | 823 000   | 810 500   | 12 500    |
| 1952 | 846 000   | 826 500   | 19 500    |
| 1953 | 1 047 000 | 1 012 700 | 34 300    |
| 1954 | 865 000   | 825 300   | 39 700    |
| 1955 | 888 000   | 837 200   | 50 800    |
| 1956 | 942 000   | 877 600   | 64 400    |
| 1957 | 1 029 000 | 955 400   | 73.600    |
| 1958 | 1 131 000 | 1 043 800 | 87 200    |
| 1959 | 1 275 000 | 1 161 800 | 114 000   |

| Anno | Arrivi    | Domestici | Stranieri |
| ---- | --------- | --------- | --------- |
| 1960 | 1 538 000 | 1 405 800 | 133 000   |
| 1961 | 1 518 000 | 1 365 000 | 153 000   |
| 1962 | 1 484 000 | 1 289 000 | 195 000   |
| 1963 | 1 634 000 | 1 361 000 | 273 000   |
| 1964 | 2 015 000 | 1 699 000 | 316 000   |
| 1965 | 2 242 000 | 1 859 000 | 383 000   |
| 1966 | 2 460 000 | 1 987 000 | 473 000   |
| 1967 | 2 578 000 | 2 057 000 | 521 000   |
| 1968 | 2 819 000 | 2 242 000 | 577 000   |
| 1969 | 3 152 000 | 2 490 000 | 662 000   |

| Anno | Arrivi    | Domestici | Stranieri |
| ---- | --------- | --------- | --------- |
| 1970 | 3 323 000 | 2 636 000 | 687 000   |
| 1971 | 3 369 000 | 2 665 000 | 704 000   |
| 1972 | 3 373 000 | 2 673 000 | 700 000   |
| 1973 | 3 700 000 | 2 879 000 | 821 000   |
| 1974 | 3 860 000 | 3 095 000 | 765 000   |
| 1975 | 4 021 000 | 3 179 000 | 842 000   |
| 1976 | 4 144 000 | 3 297 000 | 847 000   |
| 1977 | 3 967 000 | 3 123 000 | 844 000   |
| 1978 | 4 162 000 | 3 321 000 | 841 000   |
| 1979 | 4 136 000 | 3 301 000 | 835 000   |

| Anno | Arrivi    | Domestici | Stranieri |
| ---- | --------- | --------- | --------- |
| 1980 | 4 328 000 | 3 460 000 | 868 000   |
| 1981 | 4 386 000 | 3 533 000 | 853 000   |
| 1982 | 4 447 000 | 3 632 000 | 815 000   |
| 1983 | 4 419 000 | 3 675 000 | 744 000   |
| 1984 | 4 606 000 | 3 820 000 | 786 000   |
| 1985 | 4 746 000 | 3 899 000 | 847 000   |
| 1986 | 4 725 000 | 3 869 000 | 856 000   |
| 1987 | 4 591 000 | 3 691 000 | 900 000   |
| 1988 | 4 507 000 | 3 577 000 | 930 000   |
| 1989 | 4 158 000 | 3 217 000 | 941 000   |

| Anno | Arrivi    | Domestici | Stranieri |
| ---- | --------- | --------- | --------- |
| 1990 | 3 949 000 | 3 068 000 | 881 000   |
| 1991 | 2 823 000 | 2 476 000 | 347 000   |
| 1992 | 2 693 000 | 2 557 000 | 136 000   |
| 1993 | 2 107 000 | 2 038 600 | 68 400    |
| 1994 | 2 172 000 | 1 954 000 | 218 000   |
| 1995 | 2 432 000 | 2 228 000 | 204 000   |

### XXI secolo
Nel ventunesimo secolo il turismo ha registrato un boom: il numero di visitatori stranieri è stato del 90% più alto nel 2004 rispetto al 2000 e le entrate del turismo straniero sono più che triplicate tra il 2002 e il 2004, arrivando a circa 220 milioni di dollari USA. Nel 2010 le entrate del turismo internazionale erano cresciute a 798 milioni di dollari USA.
Nel 2020, c'erano 35 stazioni termali ufficialmente proclamate e operative. Tuttavia, molti altri hanno perso il lavoro durante le sanzioni internazionali negli anni '90 e il periodo di transizione negli anni 2000. Ad esempio, Jošanička Banja è stata chiusa, Niška Banja era praticamente fuori uso, mentre Vrnjačka Banja e Sokobanja sono esplose di popolarità. Nelle terme sono stati costruiti anche nuovi alberghi, così come tanti centri benessere.
A causa della pandemia di COVID-19, l'industria del turismo in Serbia ha affrontato enormi perdite finanziarie multimilionarie. Il numero di arrivi turistici complessivi nel 2020 è stato il più piccolo degli ultimi due decenni, ma si prevede che si riprenderà e si stabilizzerà nei prossimi anni.

## Eventi annuali di fama internazionale
| Nome                               | Posizione      | Mese      | Tipo di Festa                      |
| ---------------------------------- | -------------- | --------- | ---------------------------------- |
| Küstendorf Film and Music Festival | Drvengrad      | gennaio   | Festival del Cinema e della Musica |
| Gitarijada                         | Zaječar        | giugno    | Festival di musica rock and roll   |
| Palić European Film Festival       | Palić          | luglio    | Festival del cinema europeo        |
| EXIT Festival                      | Novi Sad       | luglio    | Festival di musica elettronica     |
| Guča Trumpet Festival              | Guča           | agosto    | Festival delle bande di ottoni     |
| Nišville                           | Niš            | agosto    | Festival di musica jazz            |
| Lovefest                           | Vrnjačka Banja | agosto    | Festival di musica elettronica     |
| Beer Days                          | Zrenjanin      | agosto    | Festa della birra                  |
| Leskovac Grill Festival            | Leskovac       | settembre | Festa della carne alla griglia     |

## Statistiche
| Anno | Arrivi    | Domestici | Stranieri |
| ---- | --------- | --------- | --------- |
| 2003 | 1 997 947 | 1 658 664 | 339 283   |
| 2004 | 1 971 683 | 1 579 857 | 391 826   |
| 2005 | 1 988 469 | 1 535 790 | 452 679   |
| 2006 | 2 006 488 | 1 537 646 | 468 842   |
| 2007 | 2 306 558 | 1 610 513 | 696 045   |
| 2008 | 2 266 166 | 1 619 672 | 646 494   |
| 2009 | 2 021 166 | 1 375 865 | 645 301   |
| 2010 | 2 000 597 | 1 317 916 | 682 681   |
| 2011 | 2 068 610 | 1 304 443 | 764 167   |
| 2012 | 2 079 643 | 1 269 676 | 809 967   |
| 2013 | 2 192 435 | 1 270 667 | 921 768   |
| 2014 | 2 194 268 | 1 165 536 | 1 028 732 |
| 2015 | 2 437 165 | 1 304 944 | 1 132 221 |
| 2016 | 2 753 591 | 1 472 165 | 1 281 426 |
| 2017 | 3 085 866 | 1 588 693 | 1 497 173 |
| 2018 | 3 430 522 | 1 720 008 | 1 710 514 |
| 2019 | 3 689 983 | 1 843 432 | 1 846 551 |
| 2020 | 1 820 021 | 1 374 310 | 445 711   |
| 2021 | 2 591 293 | 1 720 054 | 871 239   |
| 2022 | 3 869 235 | 2 096 472 | 1 772 763 |

|    | 2021                 |         |  | 2022                 |           |
| #  | Paese                | Arrivi  |  | Paese                | Arrivi    |
| -- | -------------------- | ------- |  | -------------------- | --------- |
| 1  | Bosnia ed Erzegovina | 102 515 |  | Bosnia ed Erzegovina | 148 773   |
| 2  | Russia               | 63 297  |  | Turchia              | 125 602   |
| 3  | Montenegro           | 58 516  |  | Russia               | 123 425   |
| 4  | Germania             | 57 574  |  | Germania             | 105 792   |
| 5  | Macedonia del Nord   | 52 471  |  | Macedonia del Nord   | 92 046    |
| 6  | Turchia              | 48 936  |  | Croazia              | 89 860    |
| 7  | Croazia              | 39 327  |  | Bulgaria             | 81 661    |
| 8  | Slovenia             | 32 168  |  | Montenegro           | 80 656    |
| 9  | Romania              | 27 624  |  | Slovenia             | 78 532    |
| 10 | Ungheria             | 25 374  |  | Romania              | 74 590    |
| 11 | India                | 24 520  |  | Grecia               | 56 564    |
| 12 | Austria              | 22 859  |  | Ungheria             | 49 878    |
| 13 | Bulgaria             | 22 425  |  | Polonia              | 44 513    |
| 14 | Francia              | 20 158  |  | India                | 44 192    |
| 15 | Stati Uniti          | 19 886  |  | Austria              | 40 867    |
|    | Totale               | 871 239 |  | Totale               | 1 772 763 |

## Galleria d'immagini

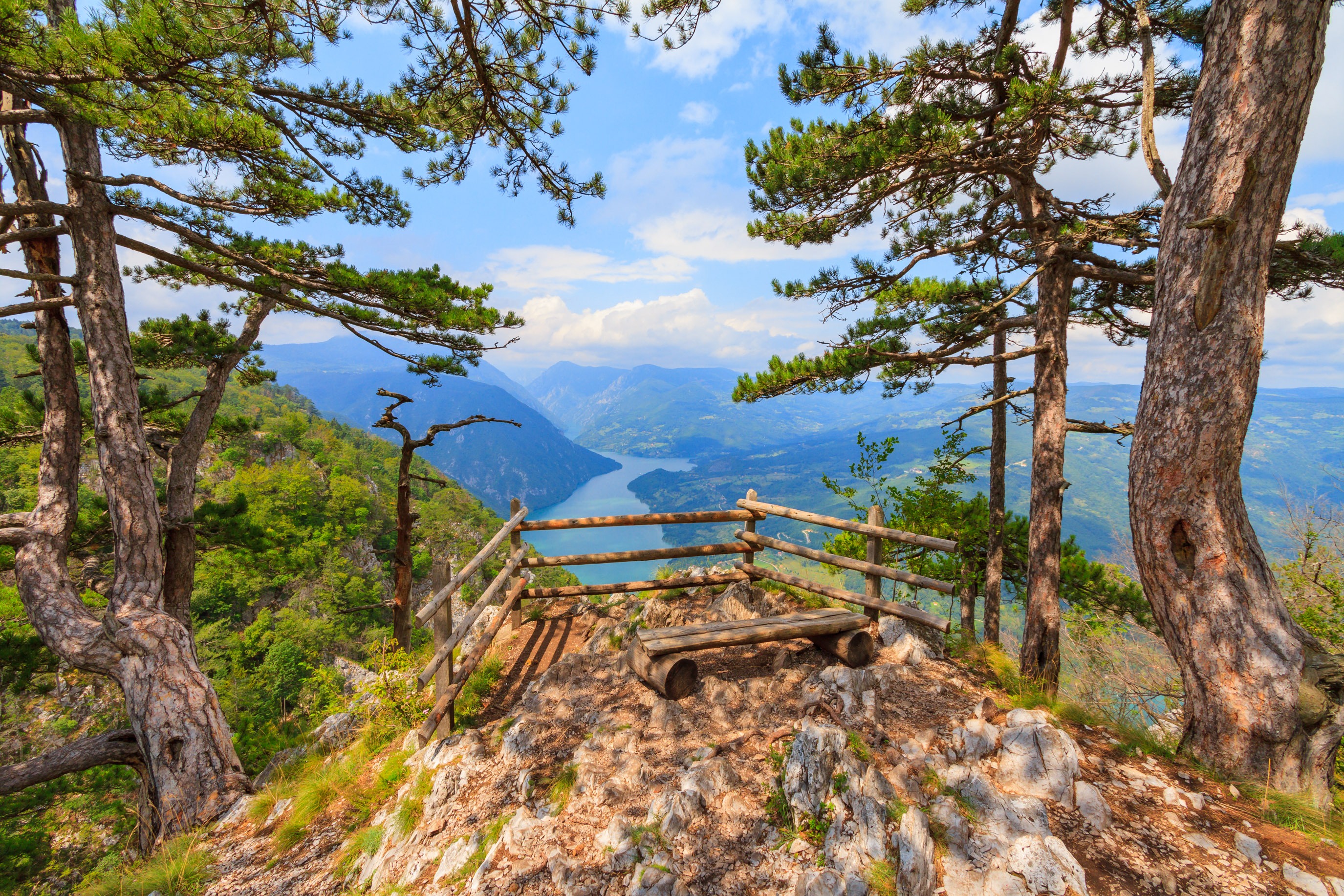
Parco Nazionale Tara
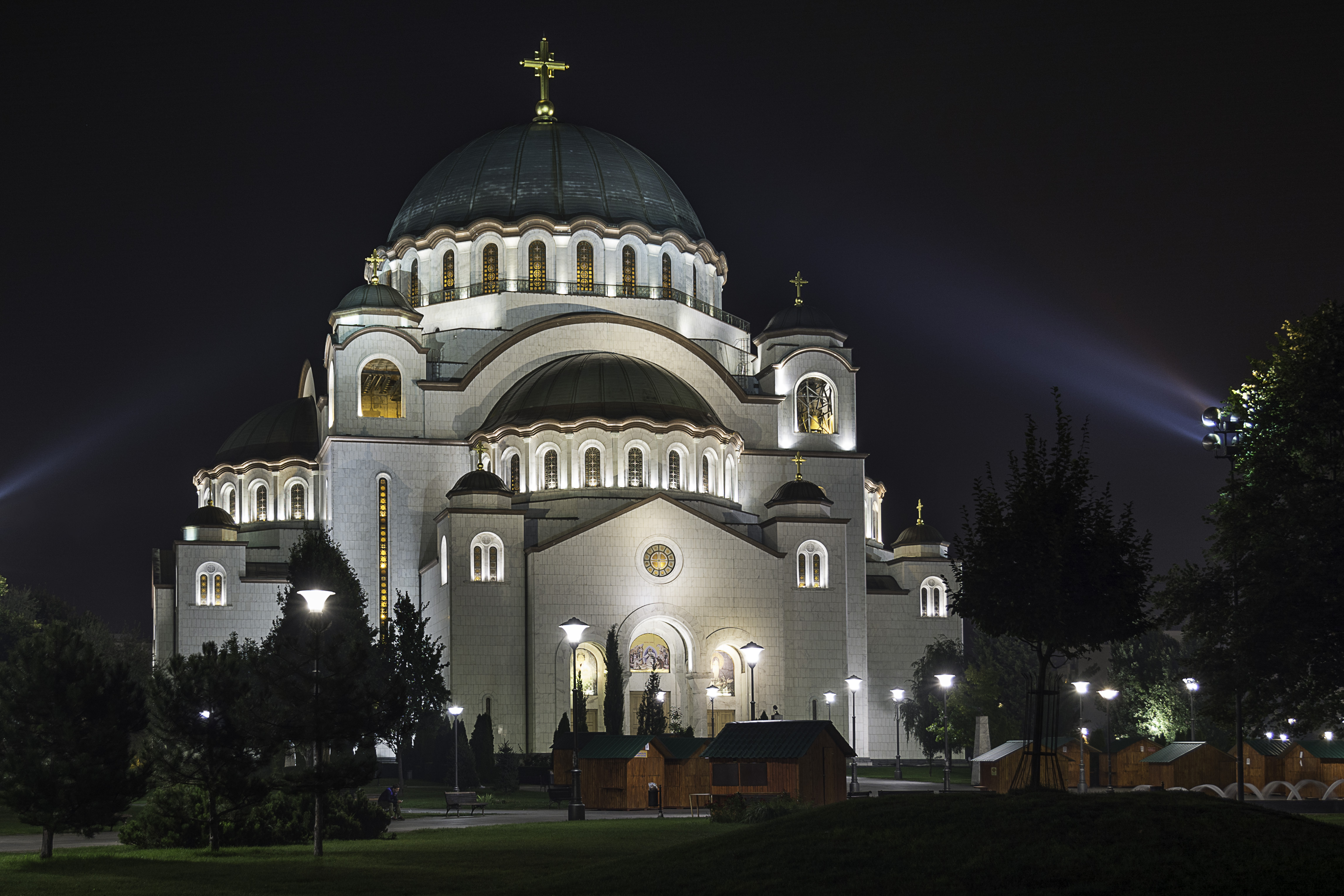
Chiesa di San Sava
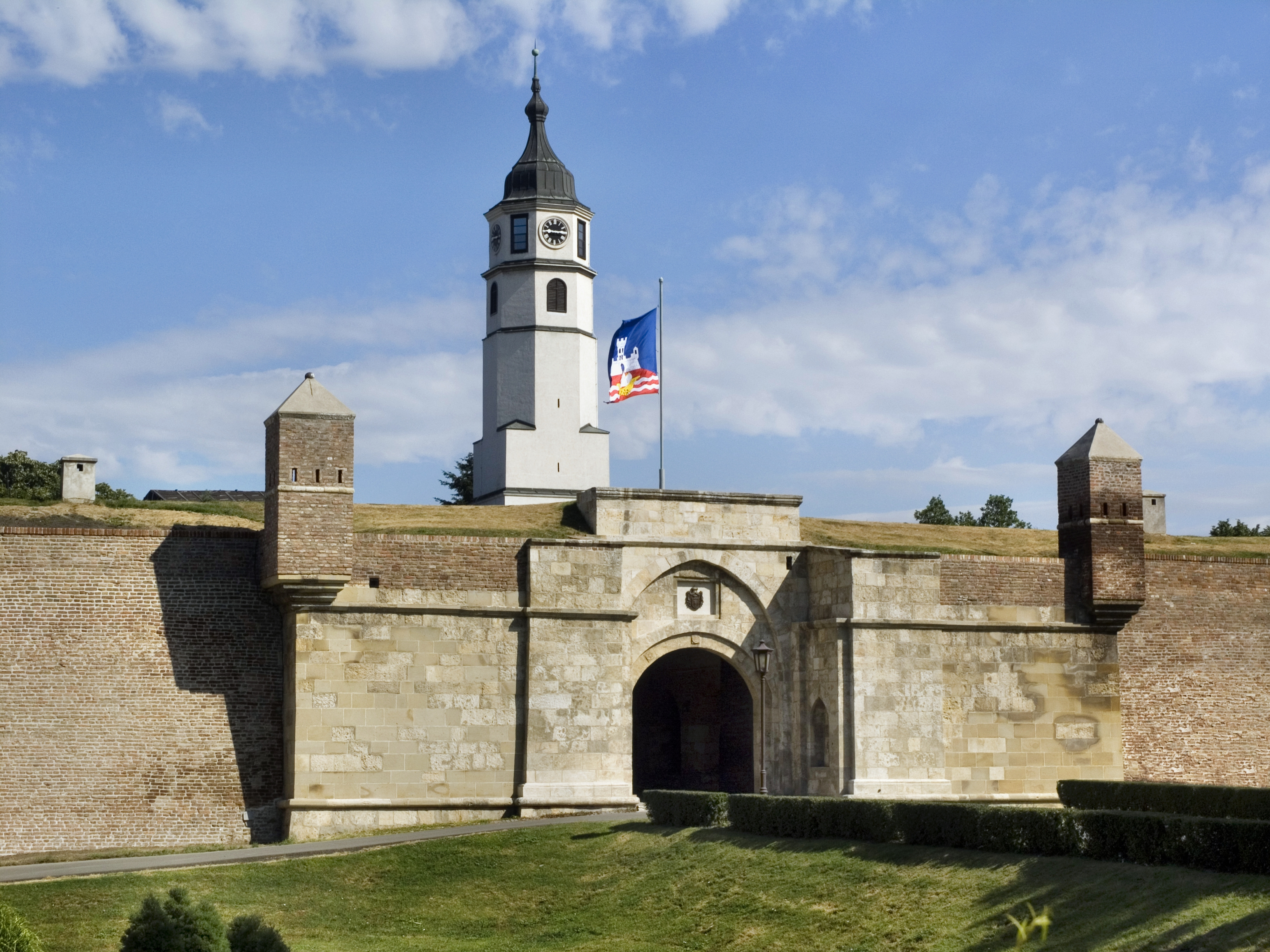
Fortezza di Belgrado
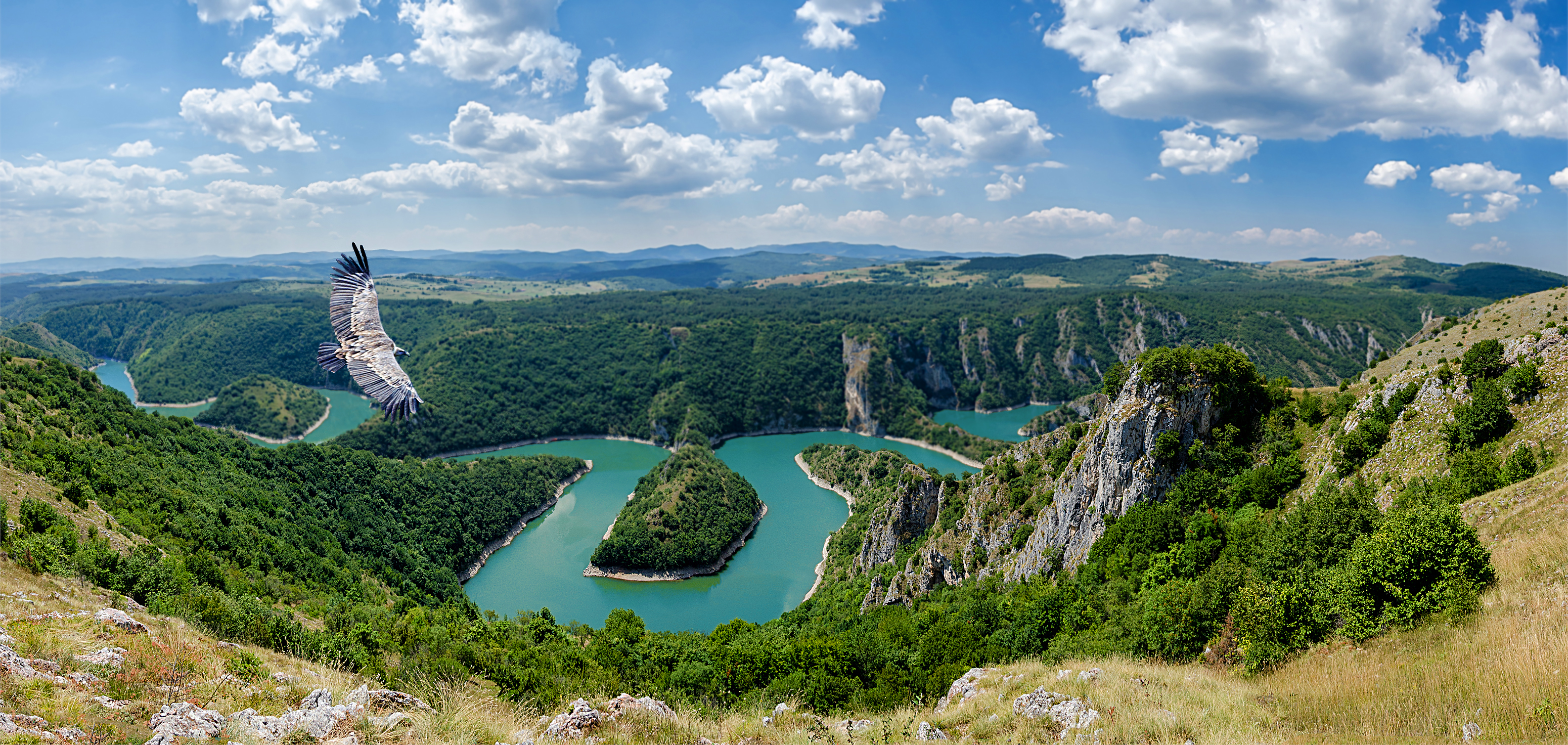
Canyon dell'Uvac
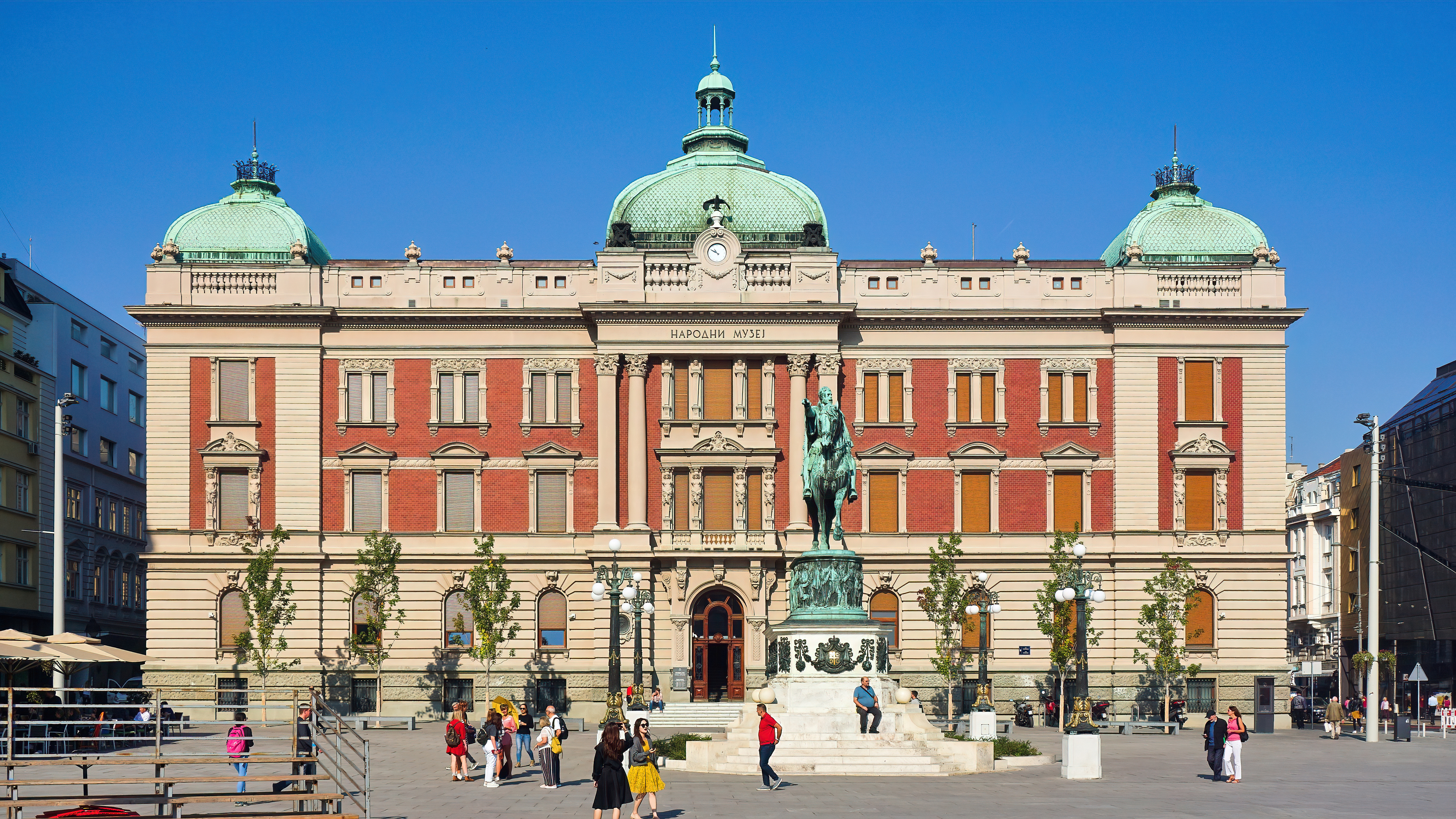
Museo Nazionale della Serbia
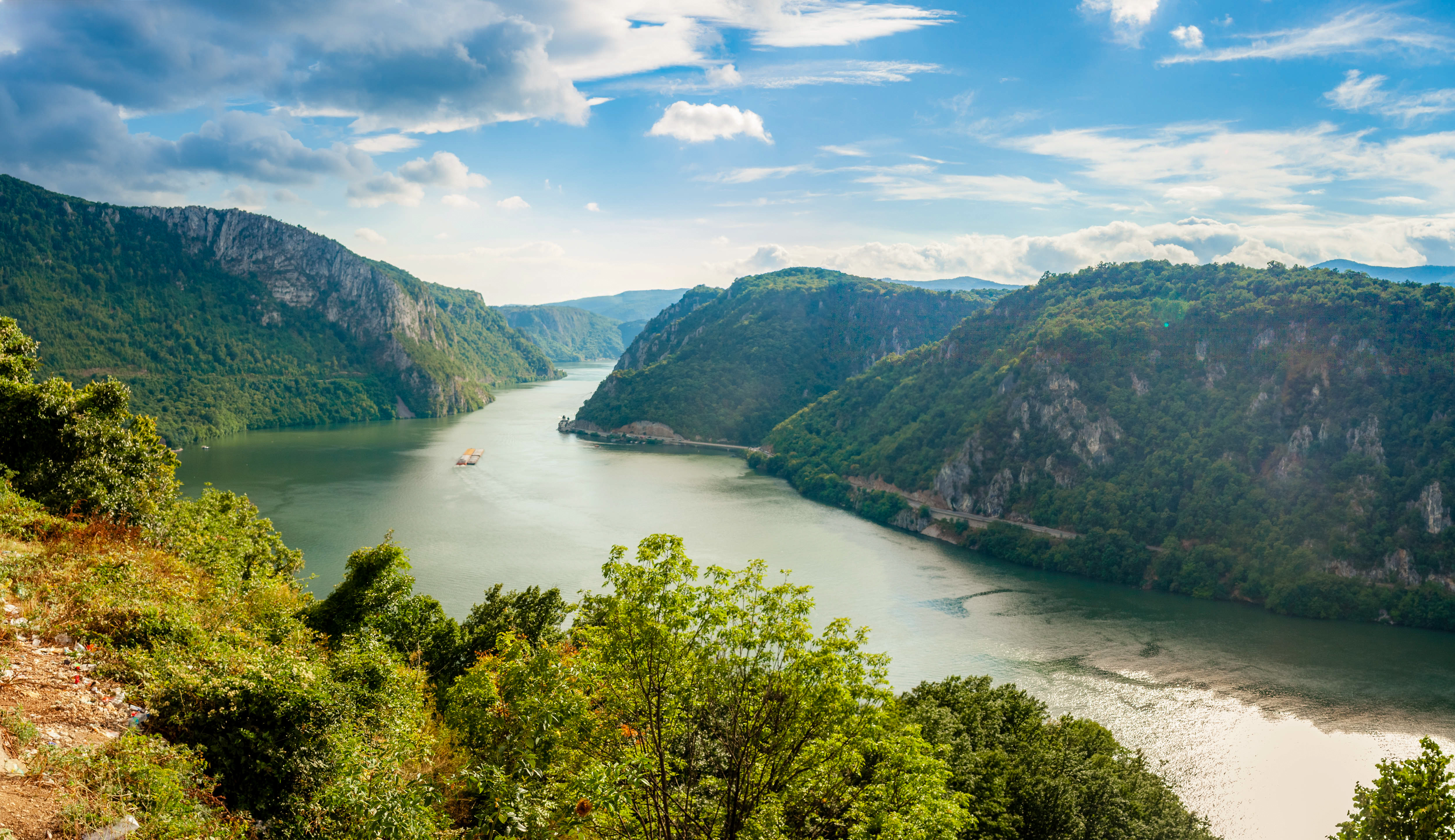
Parco nazionale di Erdap
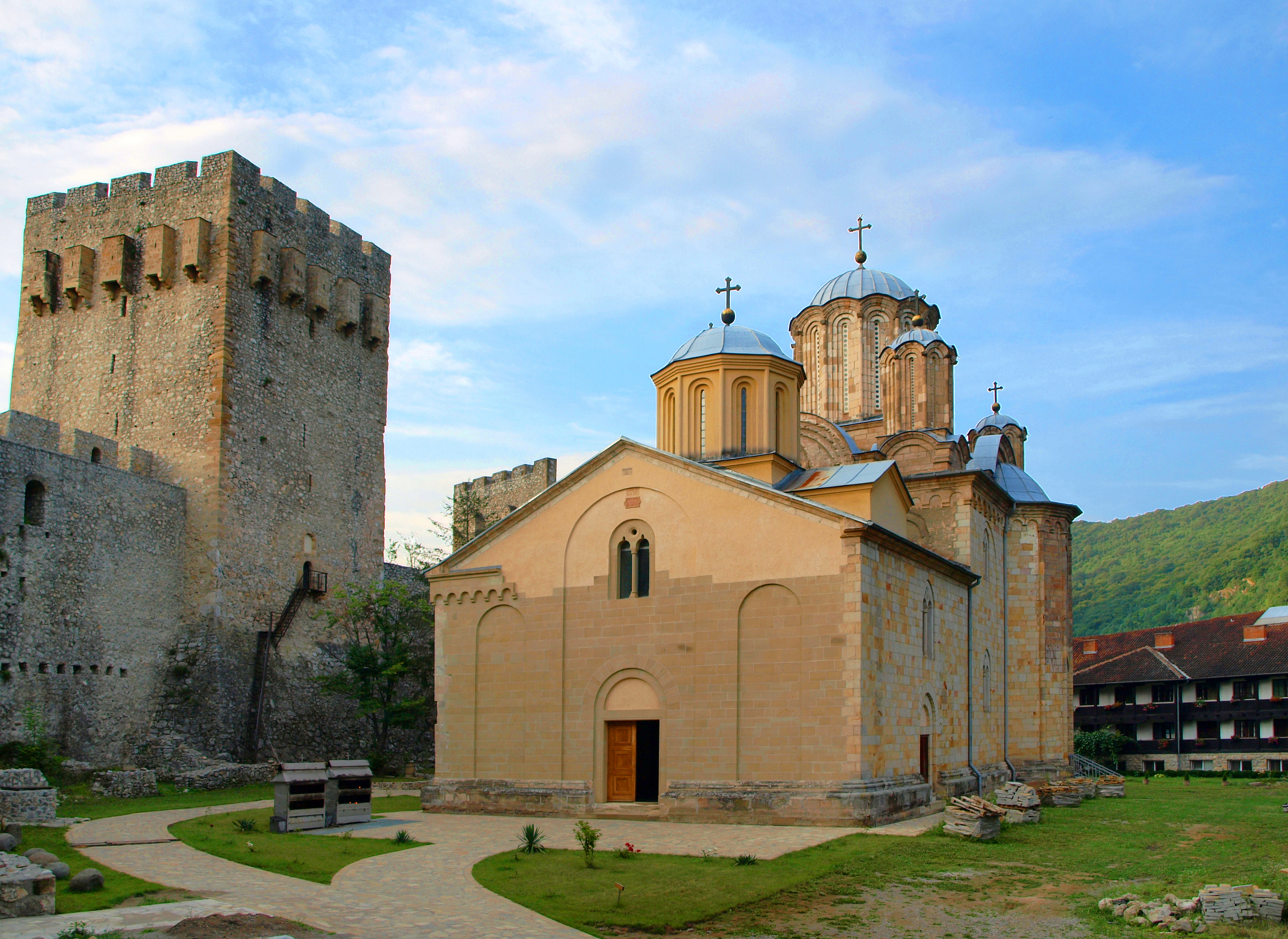
Monastero di Manasia
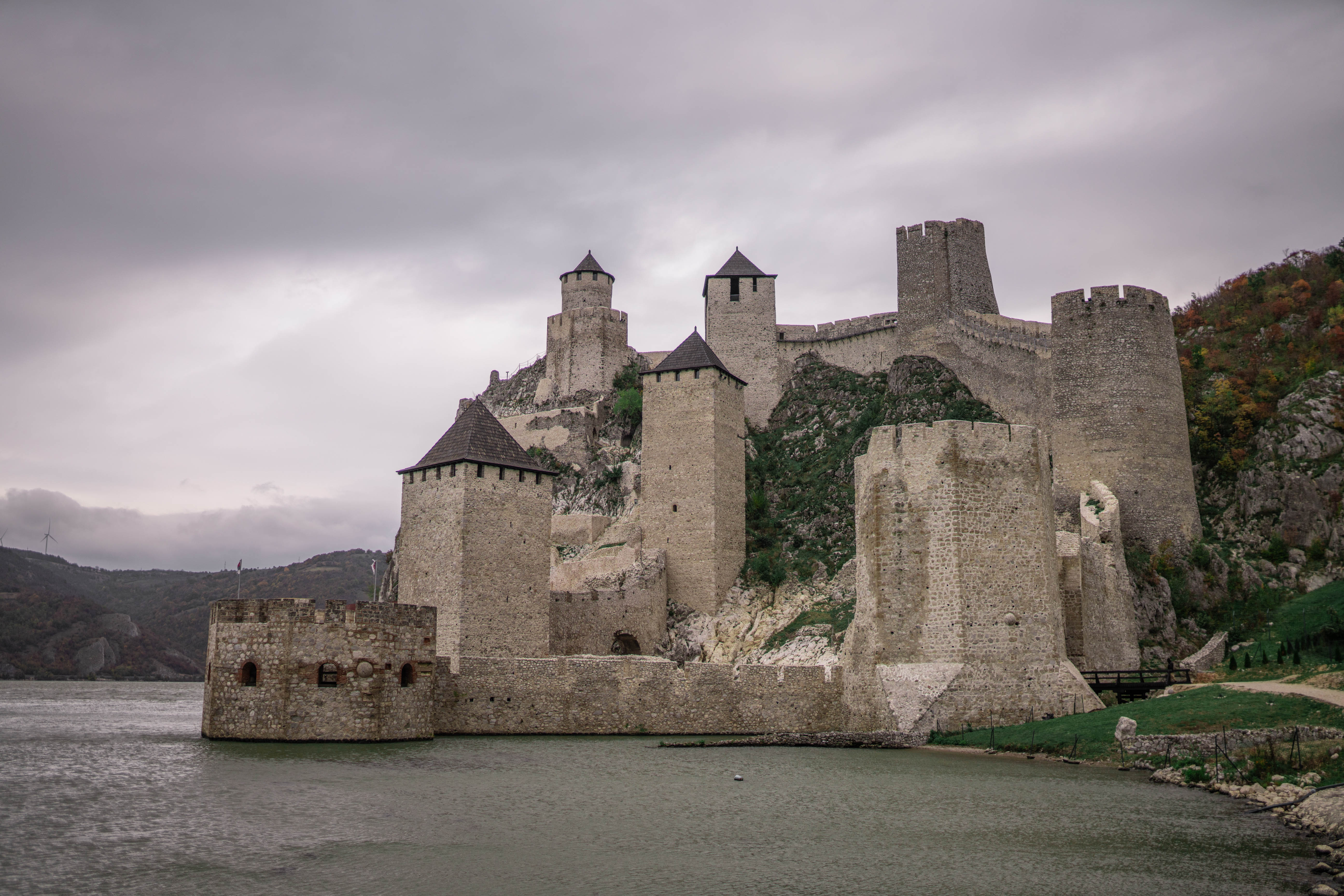
Fortezza di Golubac
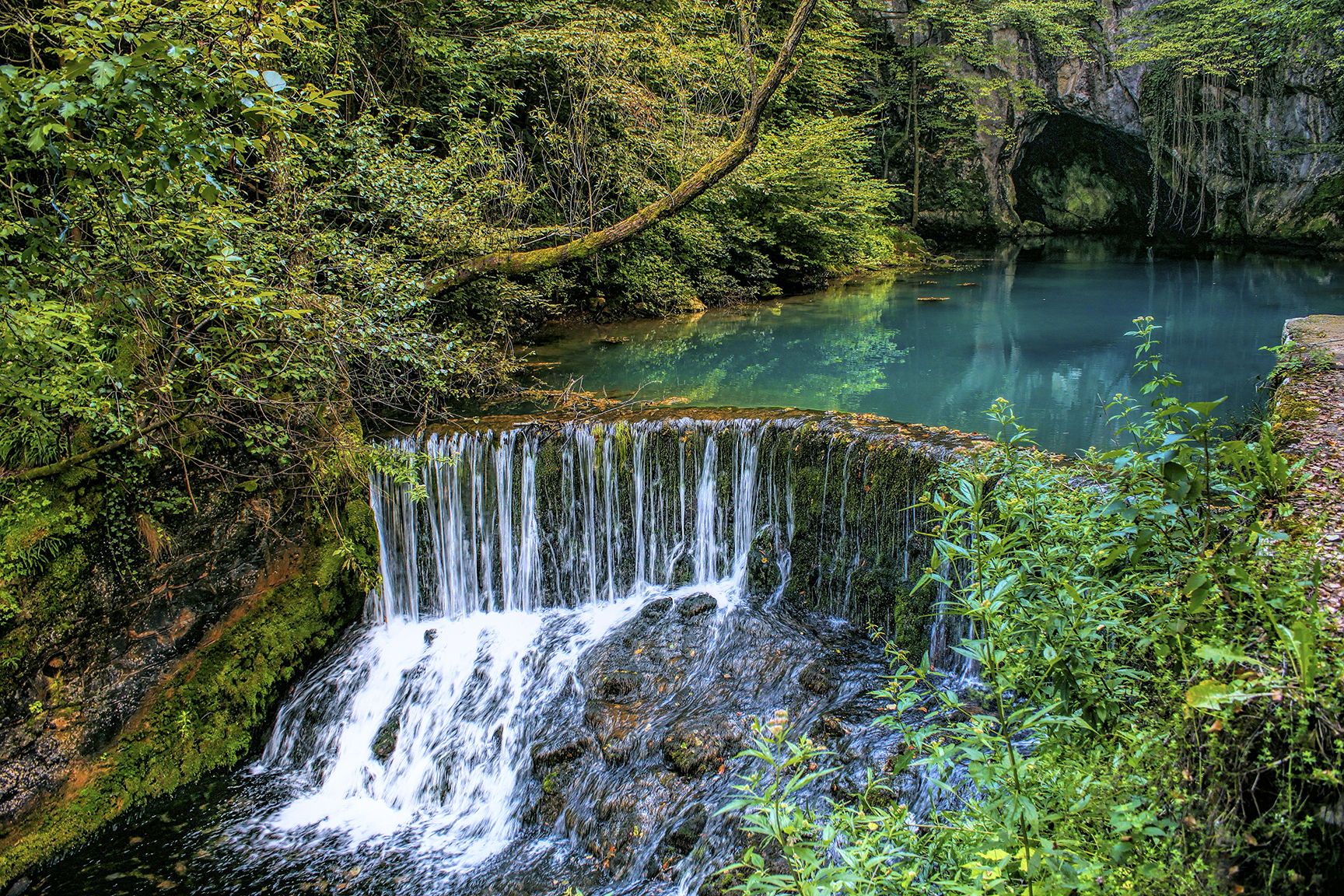
Primavera Krupaj
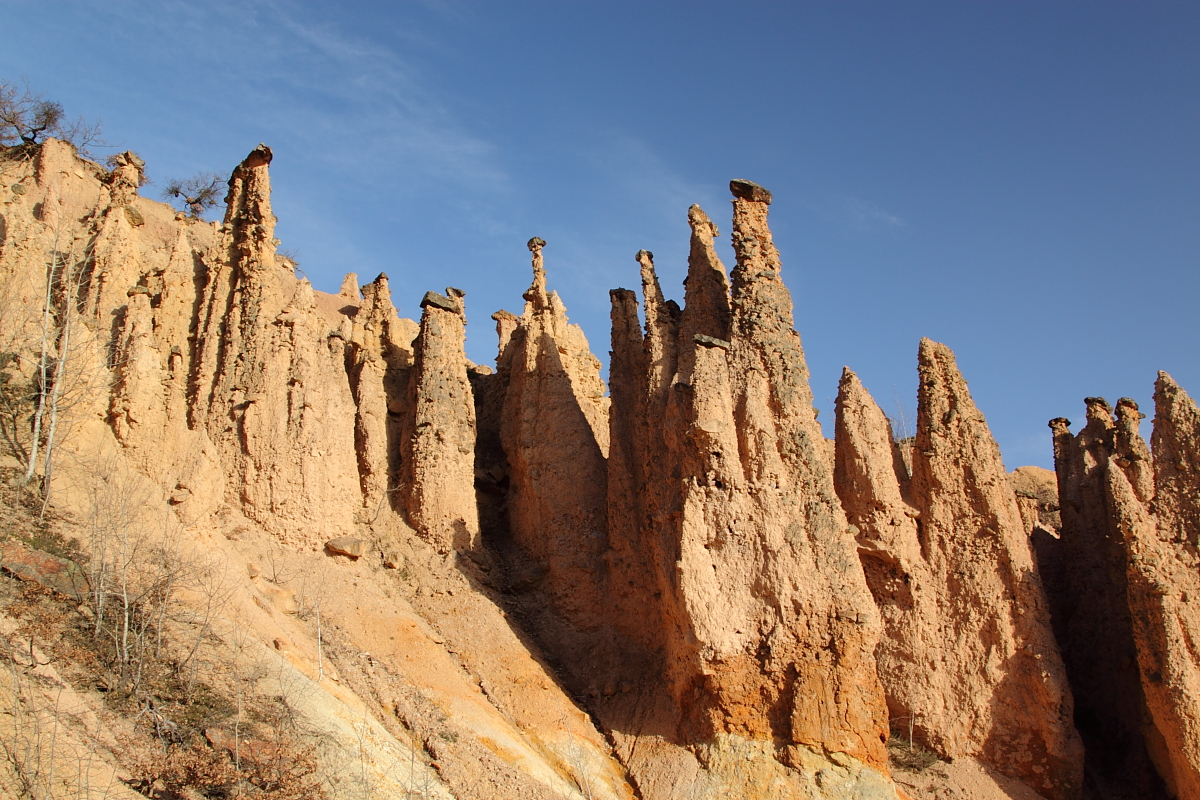
Đavolja Varoš
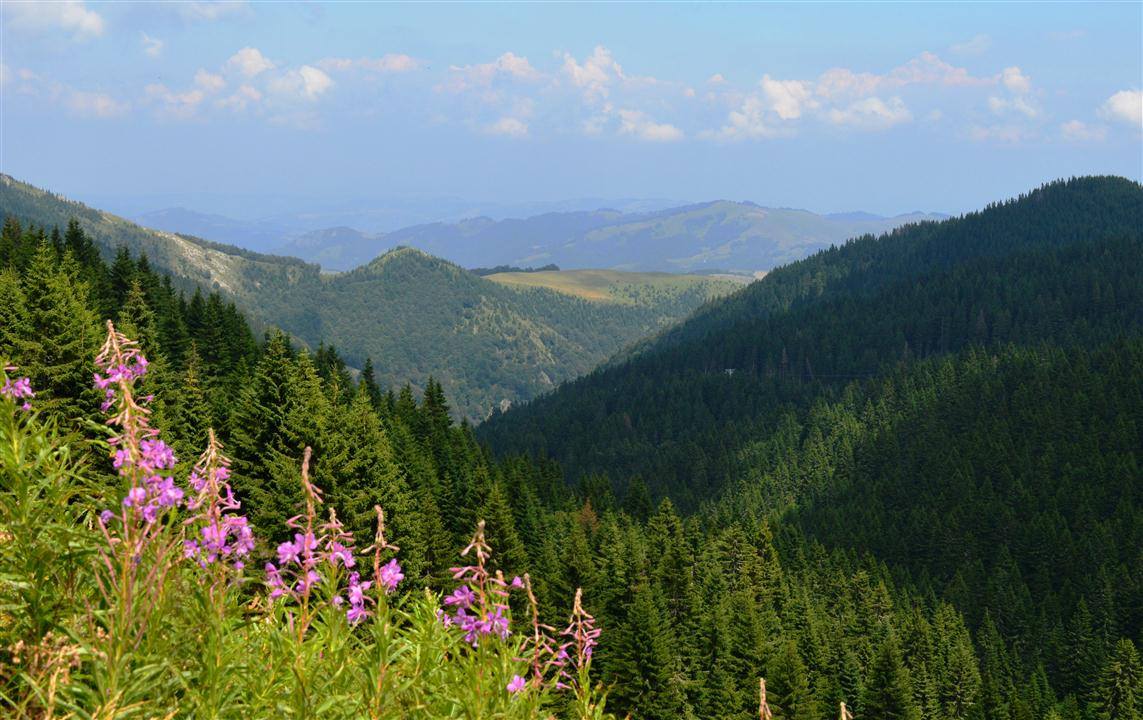
Parco nazionale di Kopaonik
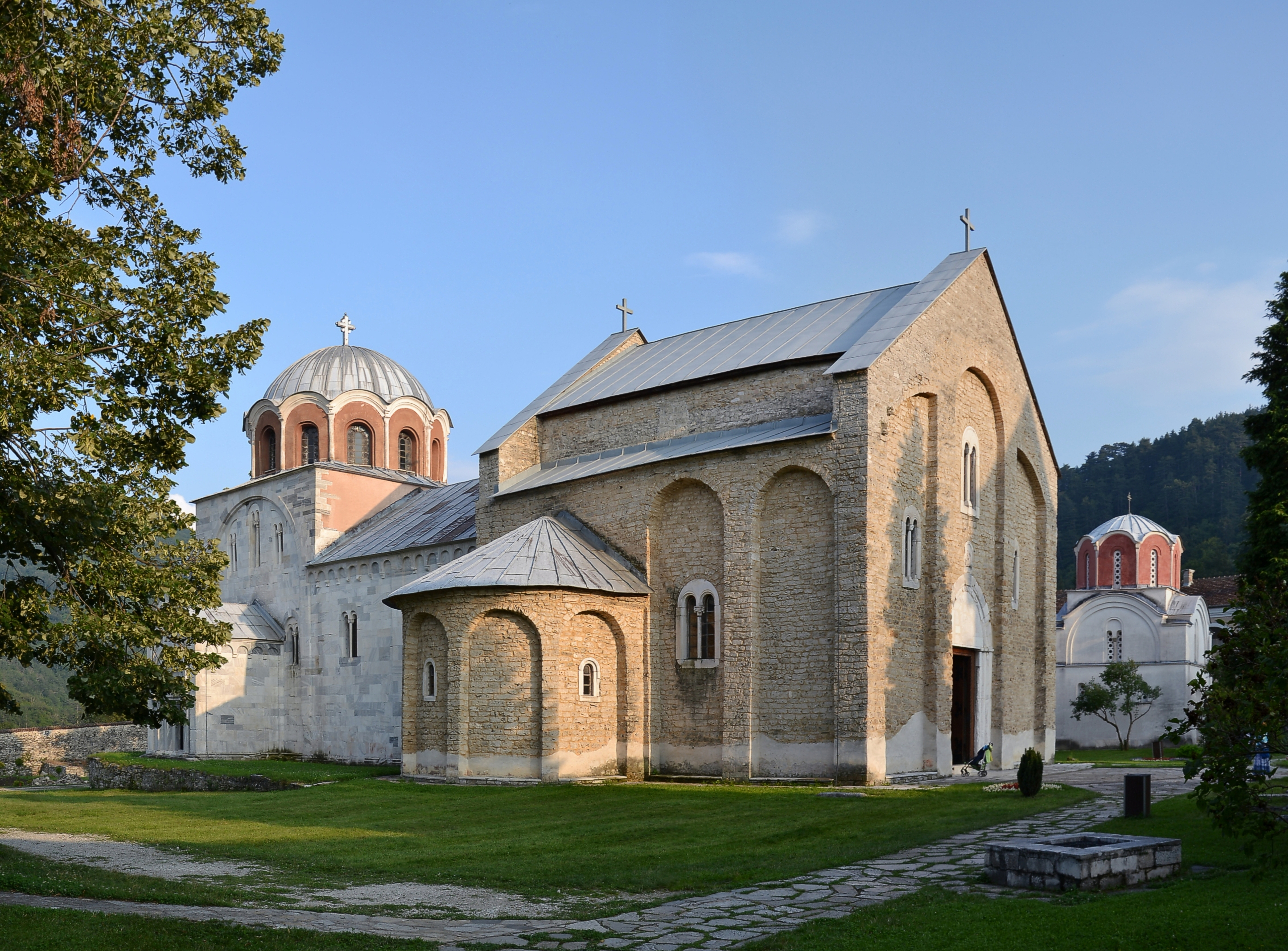
Monastero di Studenica
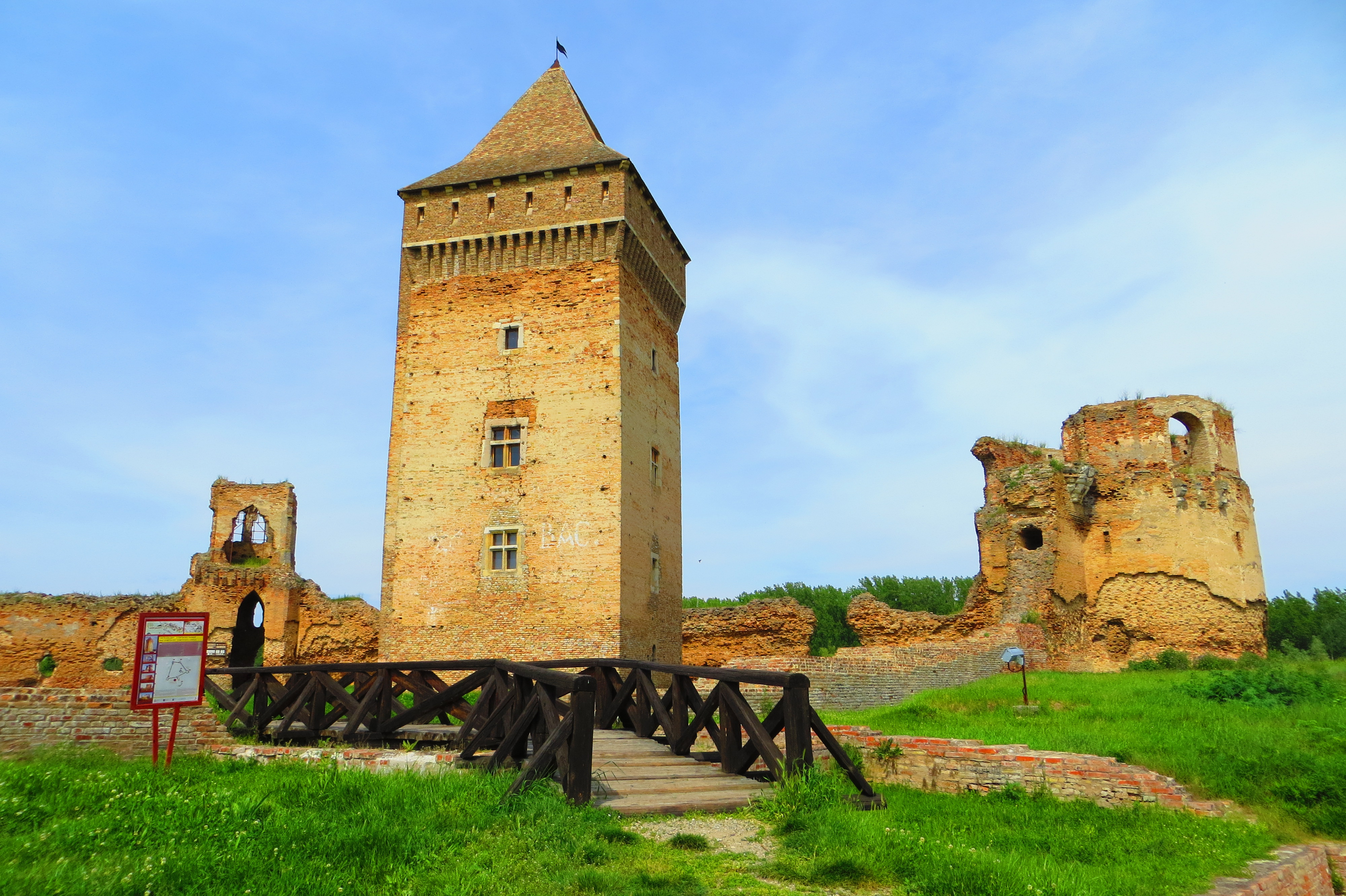
Fortezza di Bac
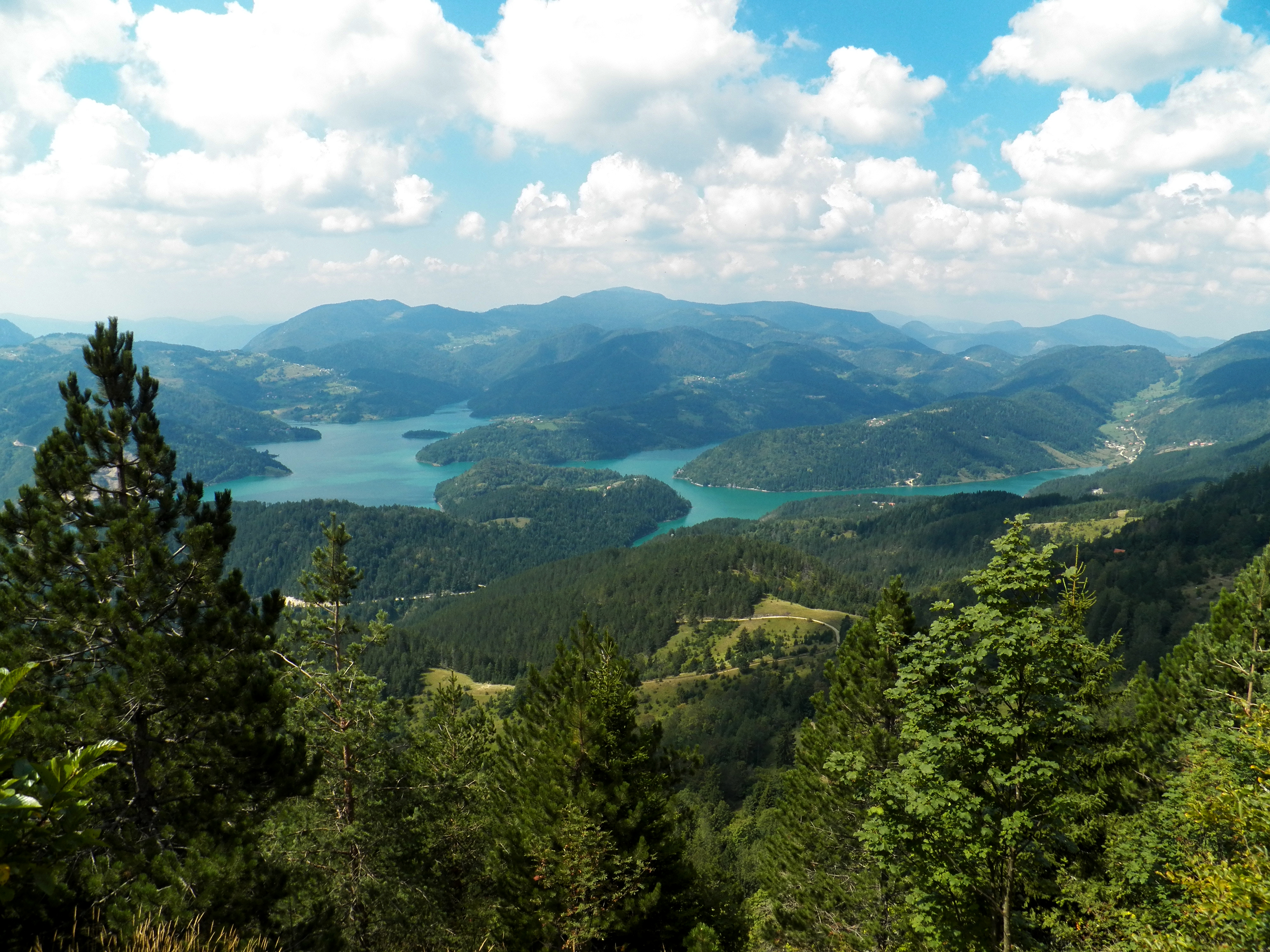
Lago Zaovina
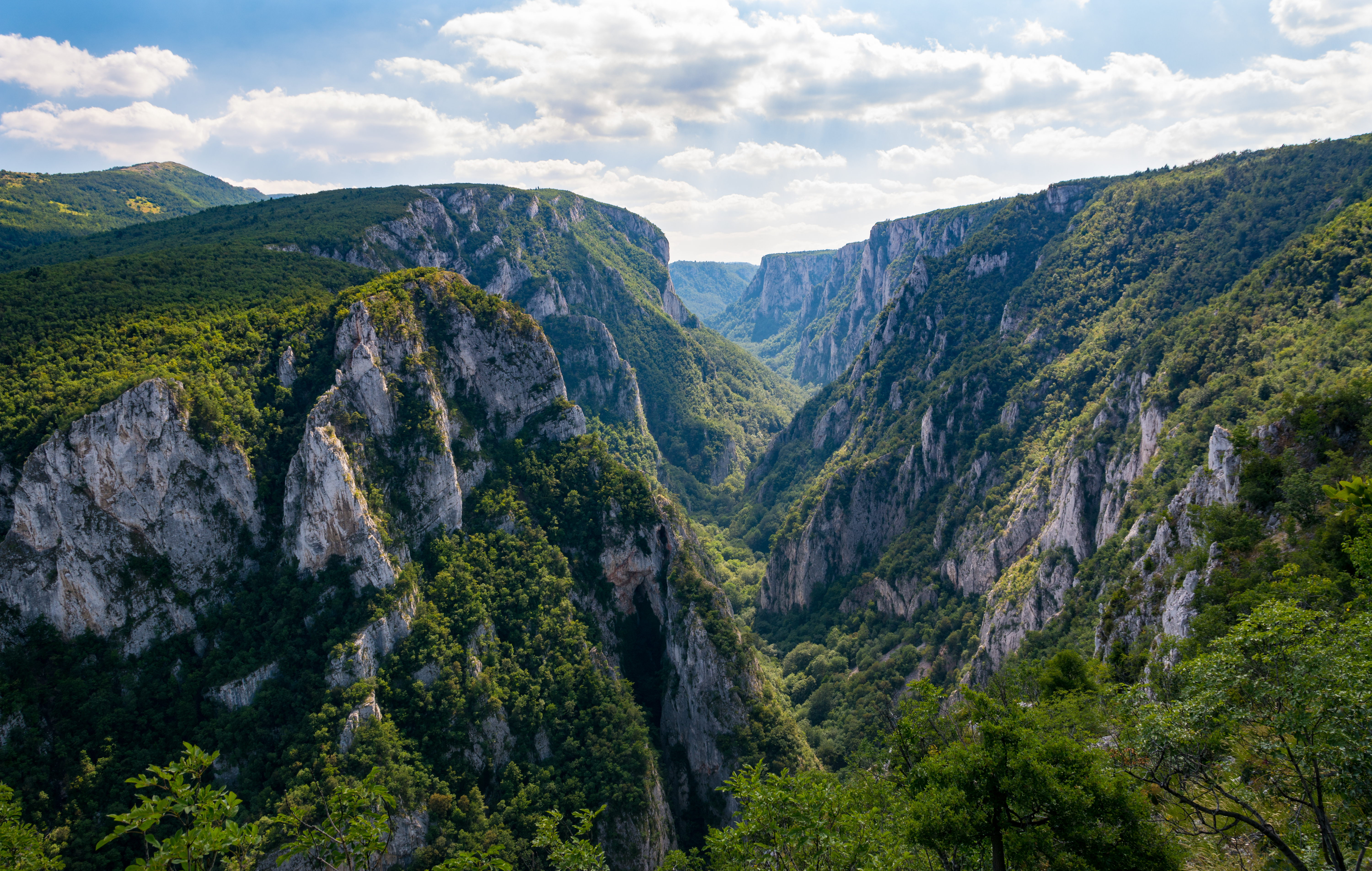
Canyon di Lazar
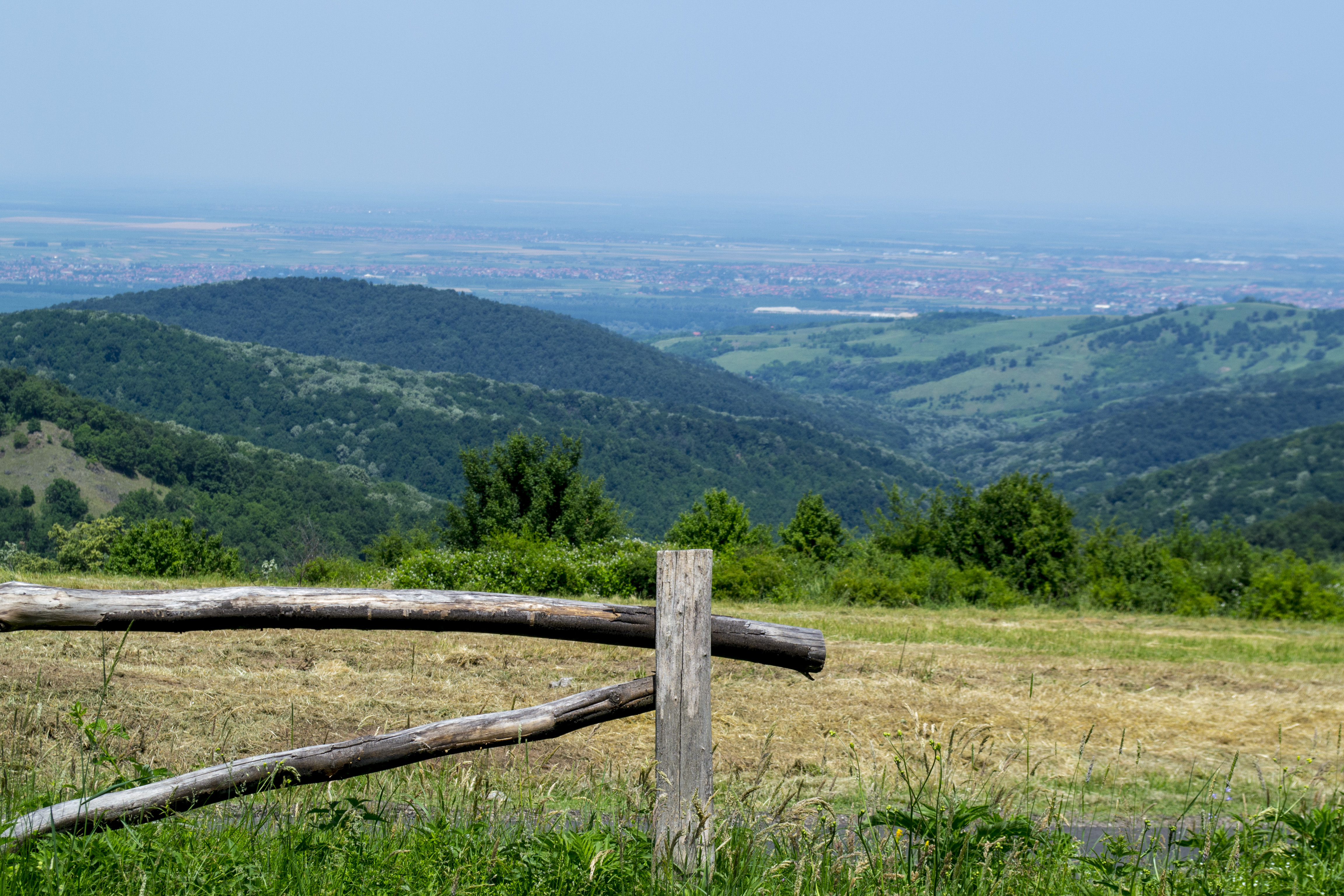
Parco Nazionale di Fruska Gora
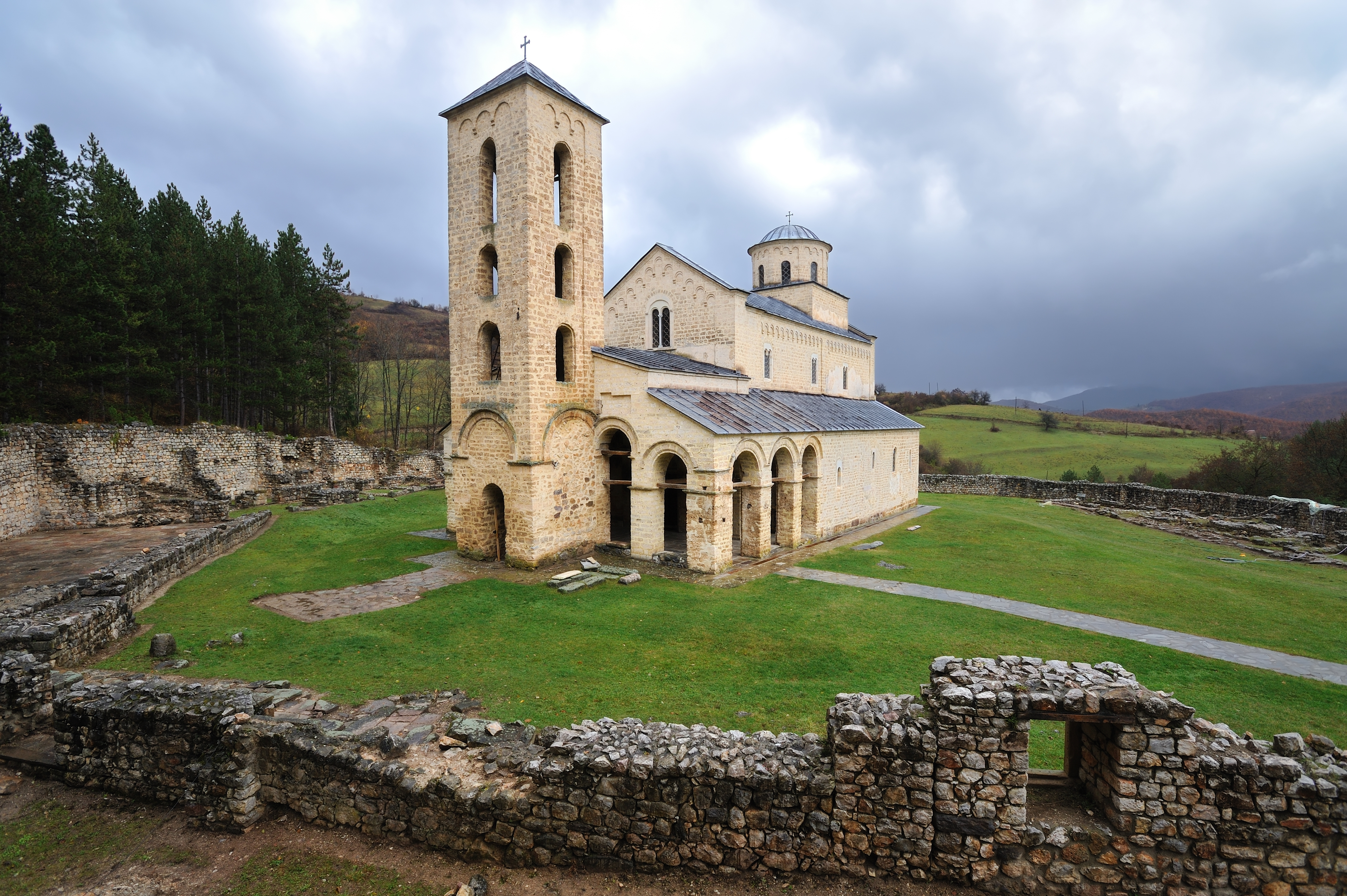
Monastero di Sopocani
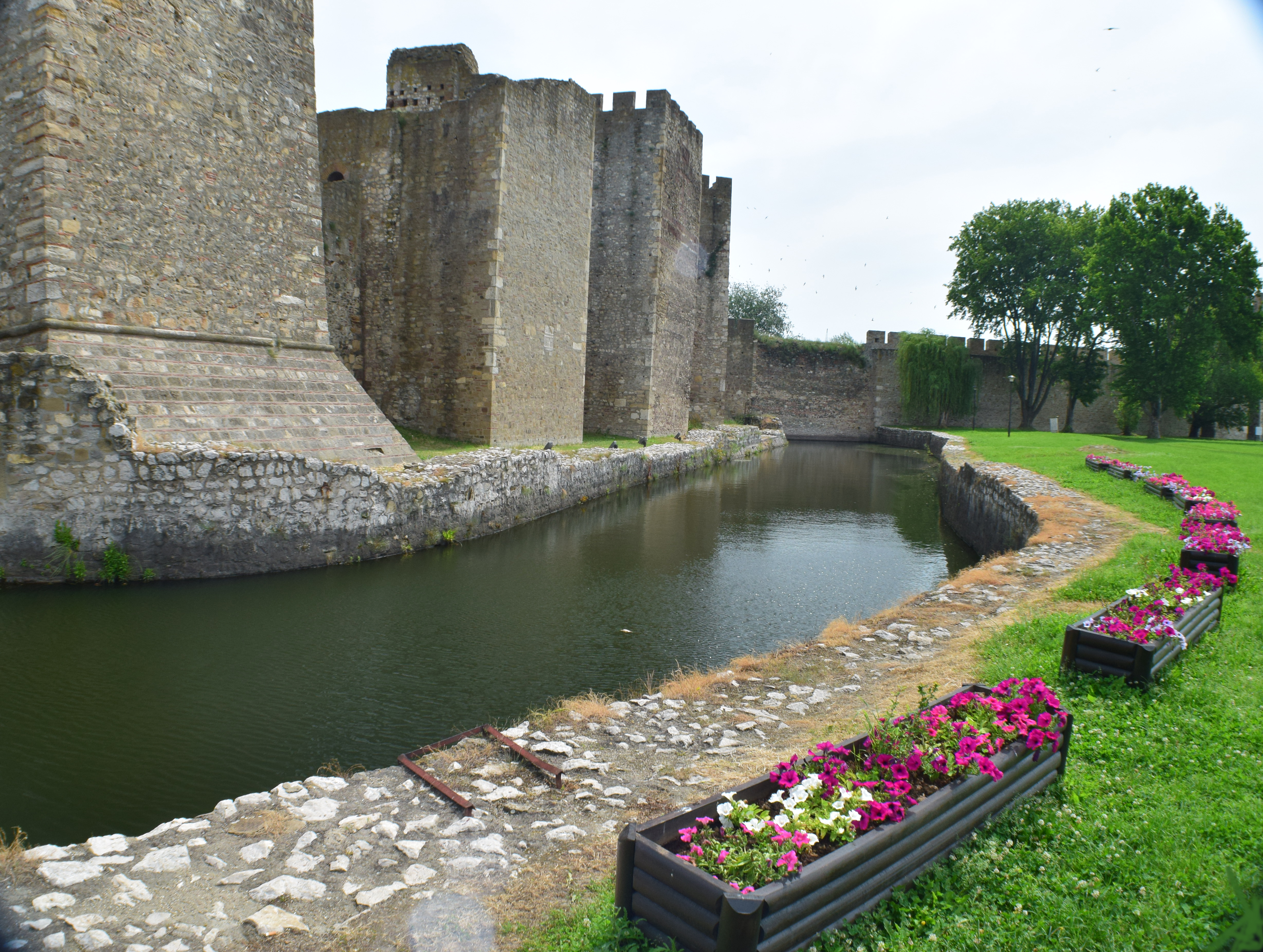
Fortezza di Smederevo
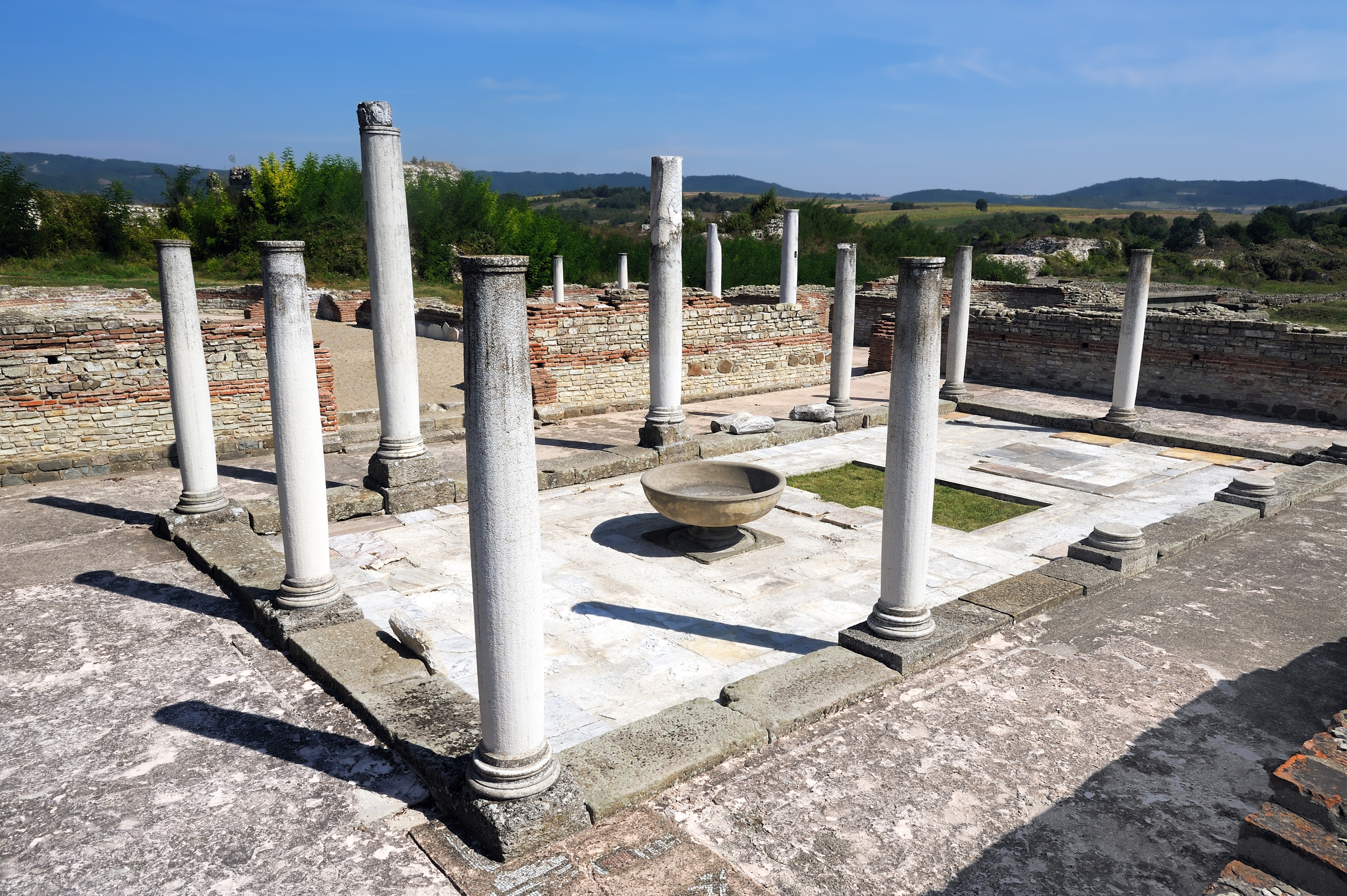
Felix Romuliana
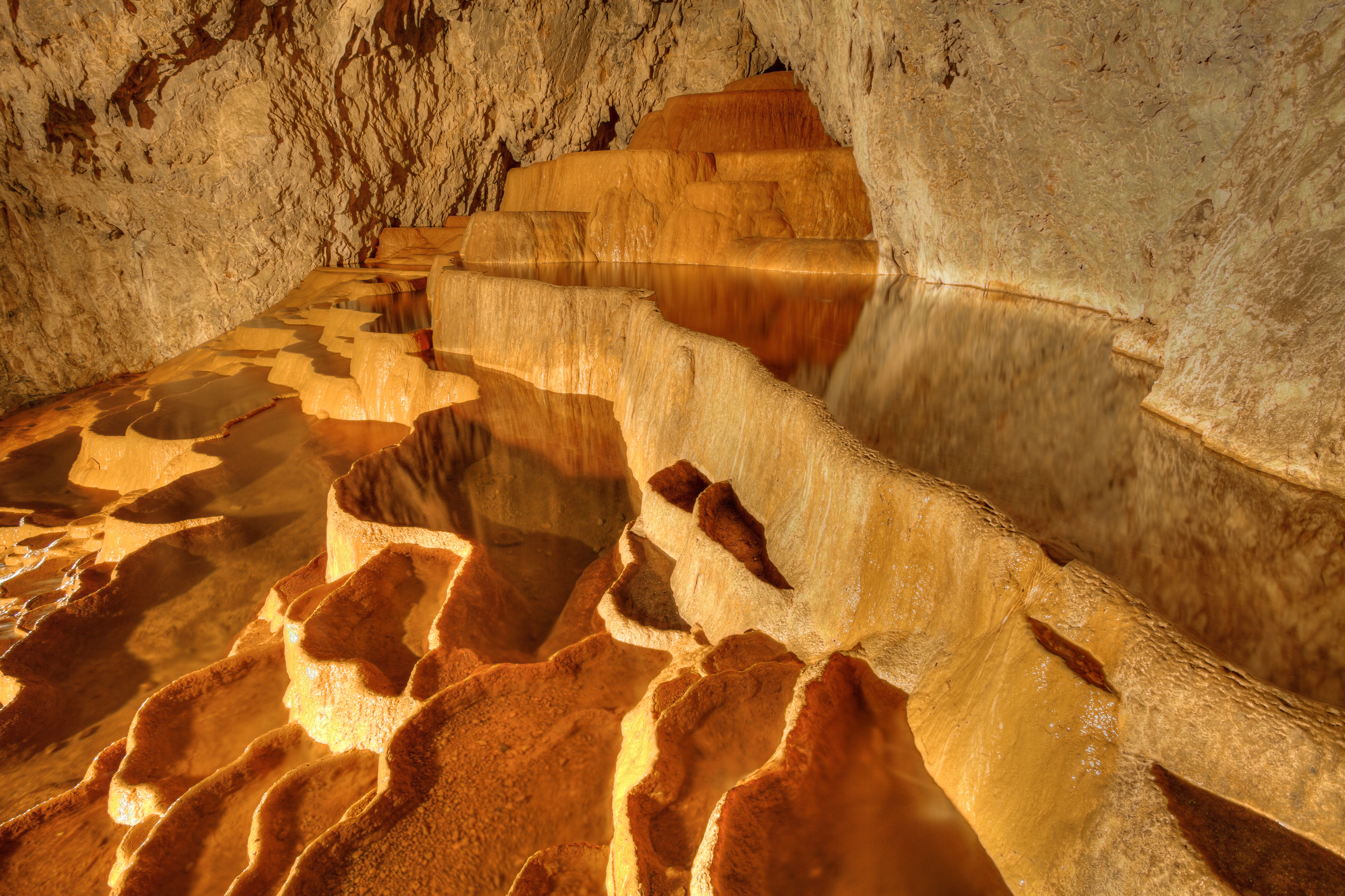
Grotta di Stopica
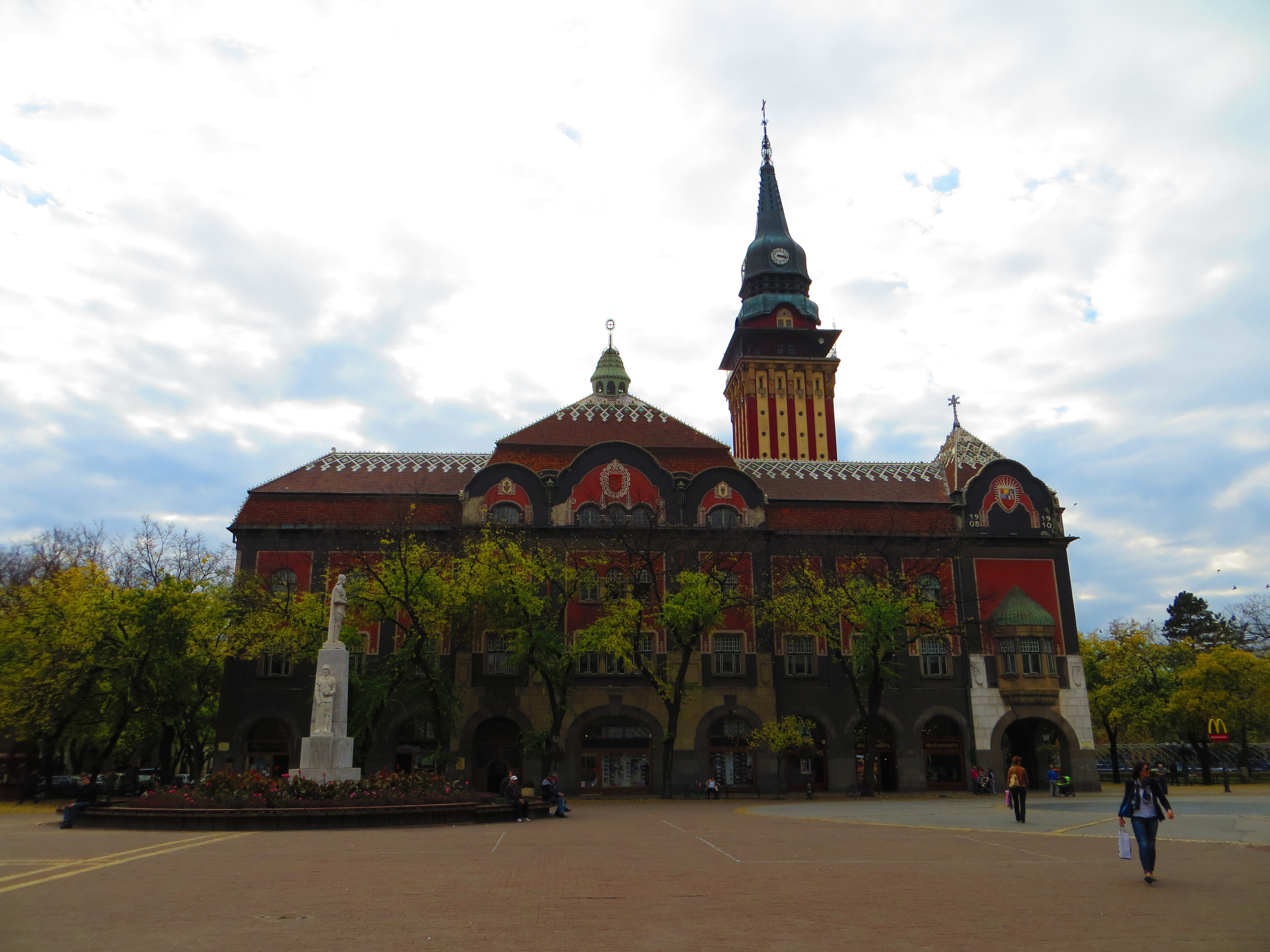
Municipio di Subotica
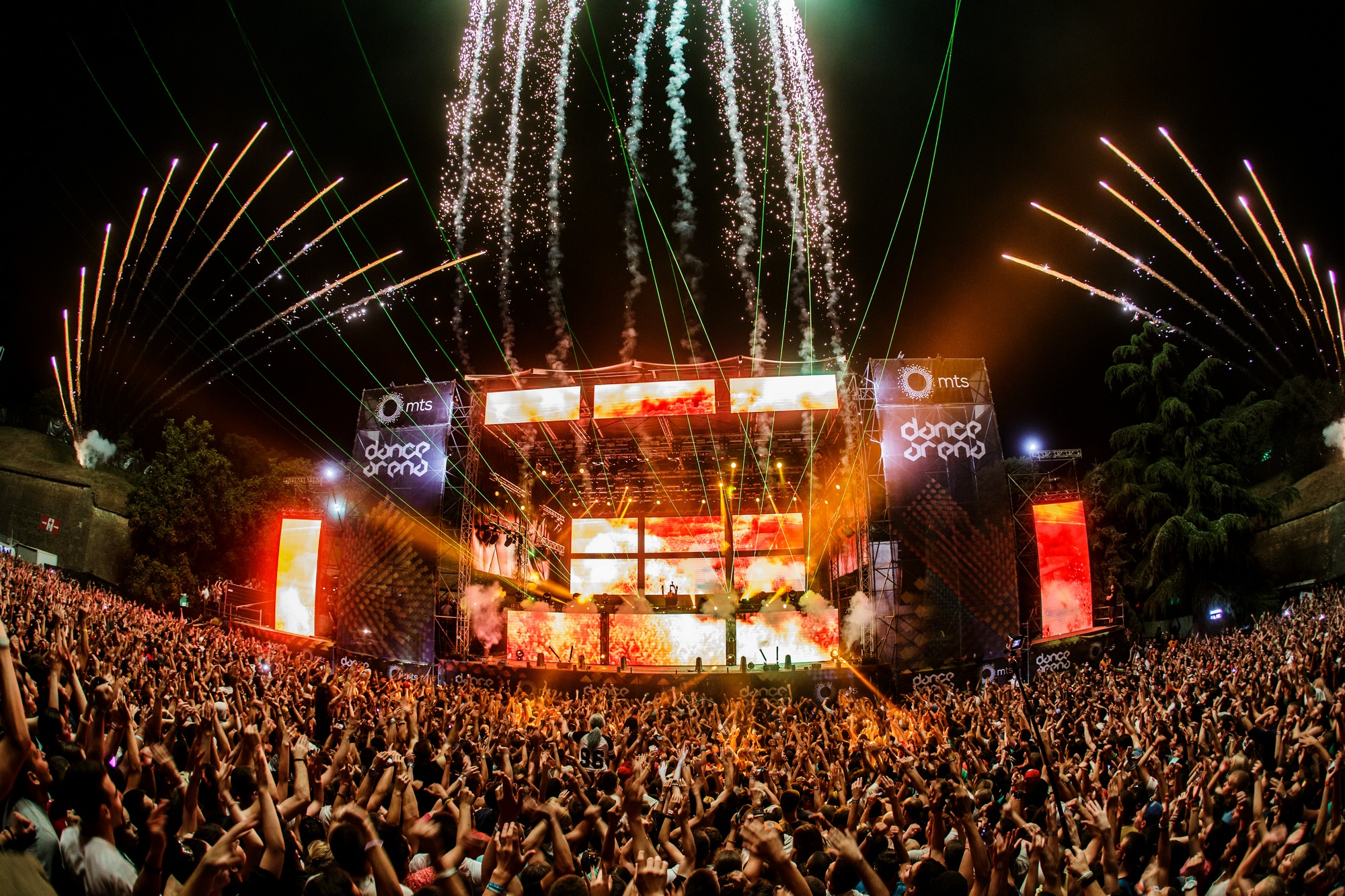
EXIT Music Festival
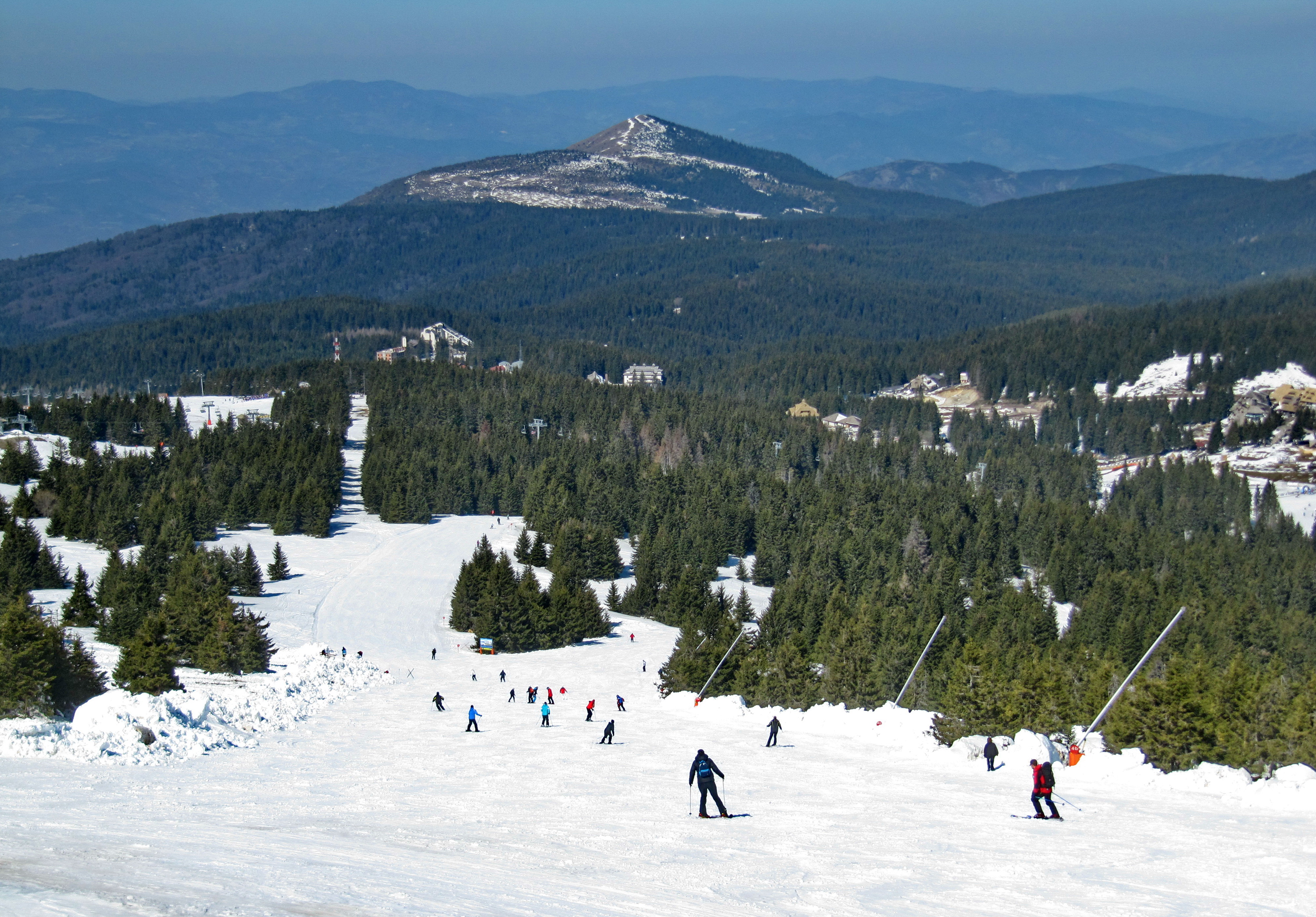
Centro sciistico di Kopaonik
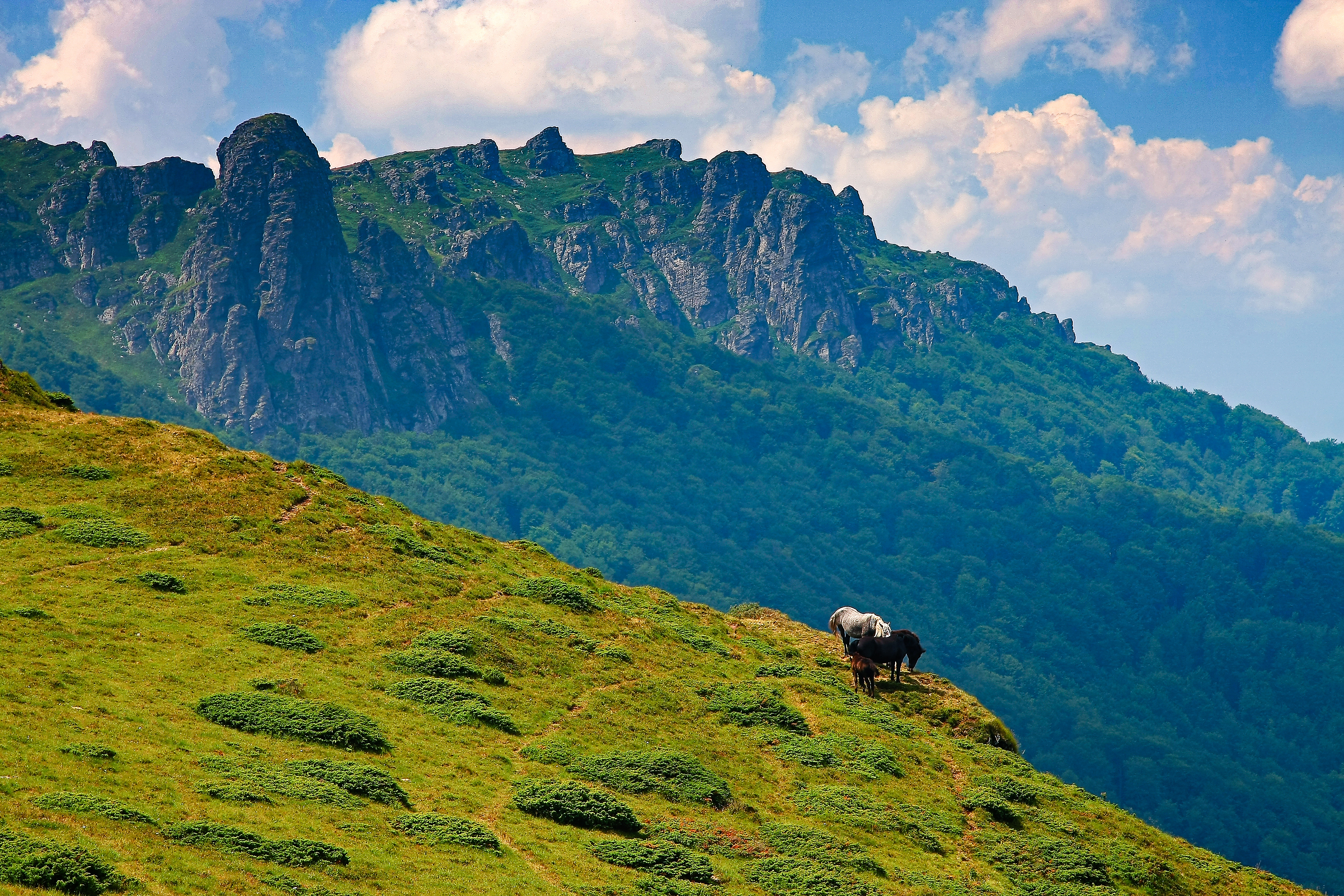
Parco naturale di Stara Planina